# Imigração japonesa no Brasil
A imigração japonesa no Brasil teve como ápice o período entre 1908 e 1960, com a maior concentração entre 1926 e 1935. Em 2022, o Ministério das Relações Exteriores do Japão afirmou haver dois milhões de descendentes de japoneses no país, fazendo com que o Brasil tenha a maior população de origem japonesa fora do Japão. Porém, em número de cidadãos japoneses, o Brasil ocupava o sétimo lugar em 2023, com 46,9 mil cidadãos japoneses. A maior parte da população de origem japonesa do país é nascida no Brasil há pelo menos três gerações e tem apenas a nacionalidade brasileira. Nikkei (日系) é o termo usado para denominar os japoneses e seus descendentes.
A imigração japonesa no Brasil teve início oficialmente em 18 de junho de 1908, quando o navio Kasato Maru aportou no porto de Santos, trazendo 781 japoneses para trabalharem nas fazendas de café do interior paulista. Por conta disso, o dia 18 de junho foi estabelecido como o dia nacional da imigração japonesa. O fluxo cessou quase que totalmente em 1973, com a vinda do último navio de imigração, o Nippon Maru. Entre 1908 e 1963, entraram no Brasil 242 171 imigrantes japoneses, fazendo deles a quinta nacionalidade que mais imigrou para o país, após os portugueses, italianos, espanhóis e alemães. Atualmente, a maioria dos seus descendentes reside nos estados de São Paulo e do Paraná. Segundo pesquisa de 2016 publicada pelo IPEA, em um universo de 46 801 772 nomes de brasileiros analisados, 315 925 ou 0,7% deles tinham o único ou o último sobrenome de origem japonesa.
No início do século XX, o Japão estava superpovoado e a população predominantemente rural sofria de grande pobreza. Na mesma época, o governo brasileiro estava incentivando a imigração, sobretudo para fornecer mão de obra para as fazendas de café do interior do estado de São Paulo. O café era o principal produto de exportação brasileiro e a saúde financeira do país dependia desse produto. Grande parte da mão de obra nos cafezais brasileiros era composta por imigrantes italianos, cuja passagem de navio era subsidiada pelo governo brasileiro; contudo, em 1902, o governo italiano lançou o decreto Prinetti, que proibiu a imigração subsidiada para o Brasil. Isso ocorreu em decorrência de denúncias de que imigrantes italianos estavam sendo explorados como mão de obra nas fazendas brasileiras. Em decorrência, o governo de São Paulo passou a procurar por novas fontes de trabalhadores em outros países, incluindo o Japão, e foi nesse contexto que se desenvolveu a imigração japonesa no Brasil.
O contrato de trabalho nas fazendas de café previa que os imigrantes deveriam trabalhar por cinco anos, porém as condições de trabalho eram tão ruins que boa parte saía no mesmo ano. Com muito esforço, alguns japoneses conseguiram acumular poupança trabalhando nos cafezais e passaram a comprar seus próprios lotes de terra. A primeira compra de terra por japoneses no interior de São Paulo ocorreu em 1911. Com o passar das décadas, os japoneses e seus descendentes foram deixando a zona rural e se mudando para os centros urbanos brasileiros. No início da década de 1960, a população nipo-brasileira das cidades já superava a do campo. Boa parte dos japoneses passou a se dedicar ao pequeno comércio ou à prestação de serviços básicos. Na tradição japonesa, cabia ao filho mais velho a continuação da atividade familiar, de modo a ajudar a custear os estudos dos irmãos mais novos. Em 1958, os japoneses e seus descendentes, que não eram nem 2% da população brasileira, já representavam 21% dos brasileiros com formação acima da secundária. Segundo estudo de 2016 do IPEA, descendentes de japoneses eram o grupo com maior média de escolaridade e com maior média salarial no Brasil. Com a deterioração econômica do Brasil, a partir do fim da década de 1980 muitos descendentes de japoneses passaram a imigrar para o Japão, em busca de melhores condições econômicas. Eles são denominados dekasseguis.

## História dos imigrantes japoneses

### Necessidade de emigração no Japão

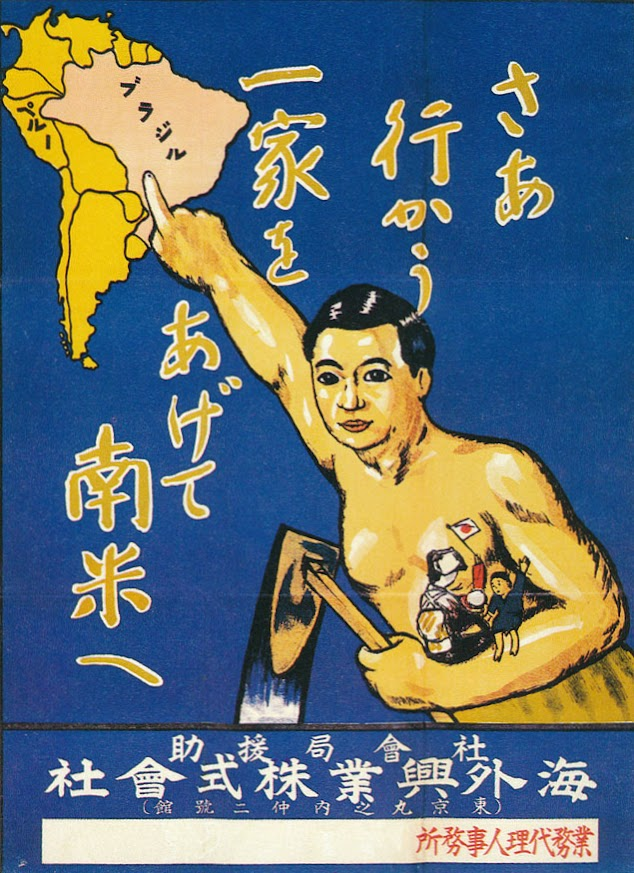
Cartaz de propaganda da imigração de japoneses para o Brasil e Peru

O Japão estava superpovoado no início século XX. O país tinha ficado isolado do Mundo durante os 265 anos do período Edo (Xogunato Tokugawa), sem guerras, epidemias trazidas do exterior ou emigração. Com as técnicas agrícolas da época, o Japão produzia apenas o alimento que consumia, sem praticamente formação de estoques para períodos difíceis. Qualquer quebra de safra agrícola causava fome generalizada.

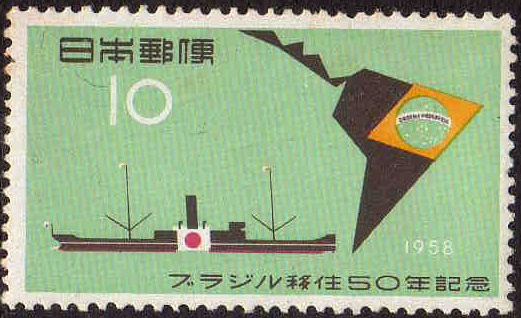
Em selo postal japonês em 1958.

O fim do Xogunato Tokugawa deu espaço para um intenso projeto de modernização e abertura para o exterior durante a era Meiji. Apesar da reforma agrária, a mecanização da agricultura desempregou milhares de camponeses. Outros milhares de pequenos camponeses ficaram endividados ou perderam suas terras por não poderem pagar os altos impostos, que, na era Meiji, passaram a ser cobrados em dinheiro, enquanto antes eram cobrados em espécie (parte da produção agrícola).
No campo, os lavradores que não tinham tido suas terras confiscadas por falta de pagamento de impostos mal conseguiam sustentar a família. Os camponeses sem terra foram para as principais cidades, que ficaram saturadas. As oportunidades de emprego tornaram-se cada vez mais raras, formando uma massa de trabalhadores miseráveis.
A política emigratória colocada em prática pelo governo japonês tinha como principal objetivo aliviar as tensões sociais devido à escassez de terras cultiváveis e endividamento dos trabalhadores rurais, permitindo assim a implementação de projetos de modernização.
A partir da década de 1880, o Japão incentivou a emigração de seus habitantes por meio de contratos com outros governos. Antes do Brasil, já havia emigração de japoneses para os Estados Unidos (principalmente Havaí), Peru e México. No início do século XX, também houve grandes fluxos de emigração japonesa para colonizar os territórios recém-conquistados da Coreia e Taiwan. Somente no Brasil, Estados Unidos e Peru se formaram grandes colônias de descendentes de japoneses. Praticamente todos os imigrantes que formaram grandes colônias na Coreia e Taiwan retornaram ao Japão depois do fim da Segunda Guerra Mundial.
Em abril de 1905, chegou ao Brasil o Ministro Fukashi Sugimura, que visitou diversas localidades no Brasil, sendo bem recebido tanto pelas autoridades locais como pelo povo, parte desse tratamento se deve a vitória japonesa na Guerra Russo-Japonesa, frente ao grande Império Russo. O relatório produzido por Sugimura, onde foi descrito a receptividade dos brasileiros, aumentou o interesse do Japão pelo Brasil. Influenciados por este relatório e também pelas palestras proferidas pelo secretário Kumaichi Horiguchi, começaram a surgir japoneses decididos a viajar individualmente para o Brasil.

### Necessidade de imigração no Brasil

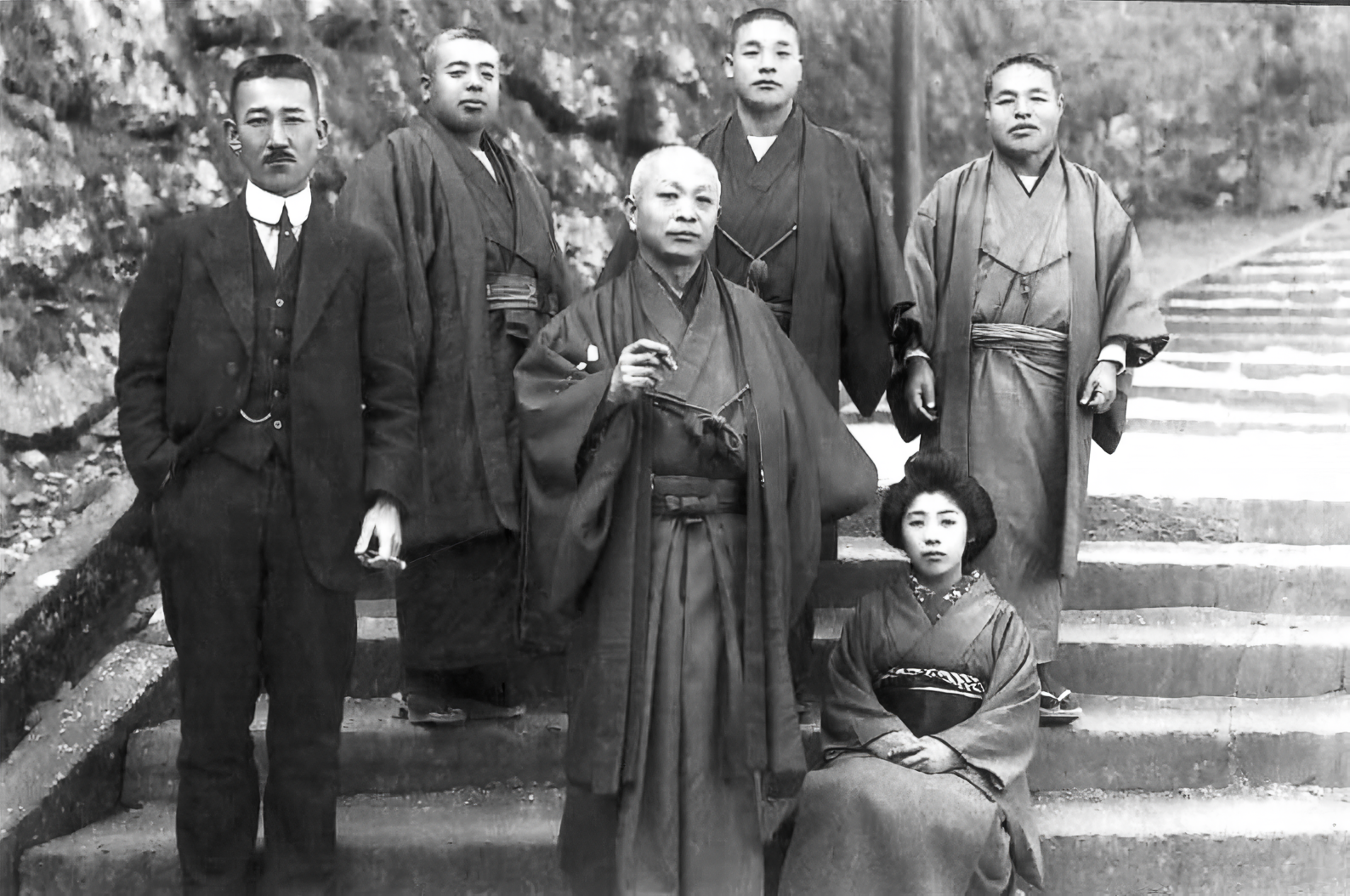
Ryo Mizuno (centro), que organizou a primeira viagem de imigrantes japoneses ao Brasil

Com a expansão das plantações de café, havia demanda por mão de obra barata na zona rural paulista no final do século XIX e no início do século XX. A economia cafeeira foi o grande motor da economia brasileira desde a segunda metade do século XIX até a década de 1920.
A primeira visita oficial para se tentar buscar um acordo diplomático e comercial, com o Japão, ocorreu em 1880. No dia 16 de novembro daquele ano, o vice-almirante Artur Silveira de Mota iniciou, em Tóquio, as conversações para o estabelecimento de um Tratado de Amizade, Comércio e Navegação entre os dois países. Mota foi recebido pelo vice-ministro de Negócios Estrangeiros, Kagenori Ueno. O esforço nesse sentido prosseguiu em 1882, com o ministro plenipotenciário Eduardo Calado, que acompanhou Mota, em 1880. Mas o tratado só seria assinado três anos mais tarde, pelo ministro plenipotenciário brasileiro Gabriel de Toledo Piza e Almeida e o ministro plenipotenciário japonês Sone Arasuke. O tratado daria a possibilidade de introduzir imigrantes japoneses no Brasil.
O Japão, que só tinha se aberto para o comércio mundial em 1846, até então era considerado muito distante física e politicamente do Brasil. O primeiro Tratado da Amizade, Comércio e Navegação entre Brasil e Japão foi assinado apenas em 5 de novembro de 1895. A assinatura desse tratado marcou o início das relações que persistem até os dias de hoje, com exceção dos anos da Segunda Guerra Mundial.
Além disto, a política de imigração brasileira era executada não só como um meio de colonizar e desenvolver o Brasil, mas também de "civilizar" e "branquear" o país com população europeia. A imigração de asiáticos foi praticamente proibida em 1890. Neste ano, o decreto nº 528 assinado pelo presidente Deodoro da Fonseca e pelo ministro da Agricultura Francisco Glicério determinava que a entrada de imigrantes da África e da Ásia seria permitida apenas com autorização do Congresso Nacional. O mesmo decreto não restringia, até incentivava, a imigração de europeus. Somente em 1892, foi aprovada a lei nº 97 que permitia a entrada de imigrantes chineses e japoneses no Brasil e, assim, o decreto nº 528 de 1890 perdeu seu efeito.
O preconceito contra o recebimento de imigrantes asiáticos era muito forte. Todos os asiáticos eram considerados raças inferiores que prejudicariam o "branqueamento" que ocorria no Brasil com o recebimento de imigrantes europeus. Havia também o medo do "perigo amarelo", isto é, que as grandes populações de orientais se espalhassem étnica e culturalmente pelas Américas. O medo do "perigo amarelo" tinha sido exacerbado pelo expansionismo militarista do império nipônico que, buscando conquistar terras para colonizar, derrotou a China, em 1895, e a Rússia, em 1905 (a terceira derrota de um país europeu frente a um não europeu nos tempos modernos, a primeira sendo a Invasão Mongol na Europa, em 1241, a segunda a Itália perante a Etiópia, em 1896). Finalmente, havia o sentimento de que o imigrante japonês era um "quisto inassimilável" devido a seus costumes e religião. Naquela época, os chineses eram considerados superiores aos japoneses, essa visão mudou após a vitória japonesa na Guerra Russo-Japonesa.
A partir de 1892, o senador Ubaldino do Amaral passou a ser uma das figuras mais destacadas do cenário político nacional no que diz respeito ao seu posicionamento contrário à entrada de asiáticos no Brasil. Essa posição era compartilhada por Luís Delfino, senador por Santa Catarina. Em 1892, ocorreram vários debates na Câmara dos Deputados e no Senado sobre a conveniência da entrada de asiáticos no Brasil. A posição defendida por Ubaldino foi amplamente divulgada no meio político, pois o político tinha grande prestígio e chegou a ser vice-presidente da Casa. Porém, os esforços do senador foram em vão, pois no dia 5 de outubro de 1892, o presidente Floriano Peixoto sancionou a lei nº 97, que permitia a entrada de imigrantes asiáticos no Brasil.
Francisco José de Oliveira Viana, autor do livro clássico "Populações Meridionais do Brasil" (publicado em 1918), e Nina Rodrigues, criador da Medicina Legal no Brasil, foram os grandes ideólogos do "branqueamento" do Brasil. Oliveira Viana propagava o antiniponismo pois considerava que "o japonês [fosse] como enxofre: insolúvel".
Apesar do preconceito, o interesse na mão de obra era muito grande e a vinda de um navio com imigrantes japoneses começou a ser planejada para 1897. Entretanto houve uma crise de superprodução cafeeira nesta época, os preços internacionais desabaram e a vinda de imigrantes foi então desestimulada.
Por volta de 1901, os preços internacionais do café haviam se recuperado e o governo do Brasil voltou a estudar o recebimento de imigrantes japoneses. O encarregado de negócios da primeira missão diplomática brasileira no Japão, Manuel de Oliveira Lima, foi consultado e deu parecer contrário ao projeto de recebimento de imigrantes japoneses. Escreveu então ao Ministério das Relações Exteriores alertando sobre o perigo de o brasileiro se misturar com "raças inferiores".
Em 1902, o governo da Itália proibiu a emigração subsidiada de italianos para o Brasil. As fazendas de café sentiram uma grande falta de trabalhadores com a diminuição da chegada de italianos e o governo brasileiro aceitou o recebimento de imigrantes japoneses. Em 1907, o Brasil criou a "Lei de Imigração e Colonização" que regularizou a entrada de todos os imigrantes e acabou definitivamente com as restrições do decreto nº 528 de 1890.
Em 1906, Ryo Mizuno, presidente da Kokoku Shokumin Kaisha (Companhia Imperial de Emigração) visitou o Brasil, acompanhado de Teijiro Suzuki, que pretendia ir ao Peru e no Brasil trabalhou experimentalmente na Fazenda Tibiriçá.
O momento era propício, pois a restrição da entrada de japoneses nos EUA e a restrição da emigração de italianos para o Brasil faziam com o interesse de ambos os países, Japão e Brasil, se alinhassem. O interesse era sobretudo paulista, uma vez que o estado procurava por alternativas aos imigrantes italianos, dando continuidade à política de depreciação de salários, via oferta de trabalhadores rurais em quantidades acima da demanda. Havia também expectativa de que imigrantes japoneses resolvessem os atritos entre patrões e empregados, situação que vinha se aprofundando desde o começo do século. Após o governo receber relatórios favoráveis do desempenho dos imigrantes japoneses no Havaí, em que foi enaltecido a superioridade da mão de obra nipônica quando comparada aos europeus, o governo do estado de São Paulo aprovou a entrada de japoneses.
O contrato entre Ryo Mizuno e o secretário de Assuntos da Agricultura, Carlos José de Arruda Botelho, representando o governo paulista, foi assinado em 6 de novembro de 1907. O documento estipulava que seriam trazidos 3 000 imigrantes japoneses, em levas anuais de 1 000 pessoas, destinadas a trabalhar como agricultores. Em 23 de novembro de 1907, o jornal "A República" publicou uma nota contrária à entrada dos nipônicos.

### A pré-imigração
Os primeiros japoneses que pisaram em solo brasileiro foram quatro tripulantes do barco Wakamiya Maru que naufragou na costa japonesa, em 1803, que foram salvos por um navio de guerra russo que os levou em sua viagem. No retorno, a embarcação aportou, para conserto, em Porto de Desterro, atual Florianópolis, no dia 20 de dezembro, permanecendo até 4 de fevereiro de 1804. Ali, os quatro japoneses registraram da vida da população local e da produção agrícola da época.
Com a entrada em vigor da lei nº 97, o Japão enviou o deputado Tadashi Nemoto, em 1894, para uma visita aos estados da Bahia, do Rio de Janeiro, Minas Gerais e São Paulo. O deputado ficou satisfeito com o que viu e fez relatórios ao governo e também para as empresas de emigração japonesas, onde ele recomendava o Brasil para os imigrantes japoneses. A partida da primeira leva de japoneses para trabalhar nas lavouras de café em 1897, foi cancelada na véspera do embarque, por causa da crise que o preço do produto sofreu em todo o mundo, e que se manteria até 1906.
Somente em 1907 chegou ao Brasil um grupo significativo disposto a estabelecer uma colônia. Liderados por Saburo Kumabe, que exercia a profissão de juiz em Kagoshima, o grupo situou-se em 1907 na fazenda Santo Antônio, no atual município de Conceição de Macabu, então distrito de Macaé, no estado do Rio de Janeiro. A colônia produziu leite e derivados, além de milho, feijão e arroz. O arroz plantado nas inúmeras várzeas da propriedade, chegando a duas colheitas por ano. Com o passar do tempo os imigrantes foram desistindo do projeto. Outros japoneses foram enviados ao local pela Companhia de Imigração, mas também abandonaram a propriedade. A colônia acabou em 1912, quando Saburo Kumabe e sua família partiram. Vários foram os motivos o fracasso da colônia, tais como a exaustão do solo, falta de investimentos, epidemias de malária e ataques de saúvas nas plantações, o principal problema foi que se tratava de um grupo heterogêneo de pessoas - advogado, professores, funcionários públicos - sem agricultores com experiência em cultivar a terra.

### Primórdios da imigração oficial
O Kasato Maru é considerado pela historiografia oficial como o primeiro navio a aportar no Brasil com imigrantes japoneses. A viagem de 52 dias começou no porto de Kobe e terminou no Porto de Santos em 18 de Junho de 1908. Vieram 781 pessoas, sendo 186 mulheres que compunham 165 famílias. Havia poucas mulheres, pois, em sua grande maioria, os grupos tinham como núcleo marido e mulher e o restante era formado por parentes ou até mesmo conhecidos que não eram membros da família. Esses imigrantes foram trabalhar nos cafezais do oeste paulista. Naquela época, antes de embarcarem, todos eram obrigados a passar por um processo, no qual faziam exames médicos e tinham aulas básicas de português. Em condições normais, a viagem demorava dois meses.
| |  |  |
| Primeira Página da Lista de Passageiros do Kasato Maru, trazendo os primeiros imigrantes japoneses para o Brasil, 1908. Arquivo Nacional. |  |  |

O recebimento não foi especialmente caloroso. Apenas um jornalista elogiou os imigrantes dizendo que eles eram "limpos", coisa não muito comum entre os europeus naquela época. A revista carioca "O Malho" em sua edição de 5 de dezembro de 1908 publicou uma charge de imigrantes japoneses com a seguinte legenda: "O governo de São Paulo é teimoso. Após o insucesso da primeira imigração japonesa, contratou 3 000 amarelos. Teima pois em dotar o Brasil com uma raça diametralmente oposta à nossa".

Na primeira leva de imigrantes de 1908, poucos eram agricultores, e assim relatou o presidente do estado de São Paulo Manuel Joaquim de Albuquerque Lins em sua mensagem ao Congresso do Estado de São Paulo em 1909:
"A imigração japonesa parece não produzir os resultados esperados. Os 781 primeiros imigrantes, introduzidos na vigência do contracto de 6 de Novembro de 1907, deram entrada na Hospedaria da Capital em junho do anno indo; mas, na maioria indivíduos solteiros e pouco habituados á lavoura, esquivaram-se a certos serviços agrícolas, que abandonaram aos poucos. Somente ficaram nas fazendas algumas familias constituidas por verdadeiros agricultores, que trabalham muito a contento dos fazendeiros em cujas propriedades se localizaram."
Somente em 28 de junho de 1910 chegou a Santos outro navio, o Ryojun Maru, trazendo mais 906 imigrantes japoneses, que constituíam 247 famílias, divididas entre 518 homens e 391 mulheres, que foram enviados para trabalhar em 17 fazendas de café no estado de São Paulo.
Apesar de tudo, a imigração de japoneses continuou em ascensão. Em 1914, quando o governo de São Paulo interrompeu a contratação de imigrantes, a população japonesa no Brasil era estimada em 10 mil pessoas. Até 1915, chegaram ao Brasil mais 3 434 famílias (14 983 pessoas) de imigrantes japoneses.

### Dificuldades dos primeiros tempos

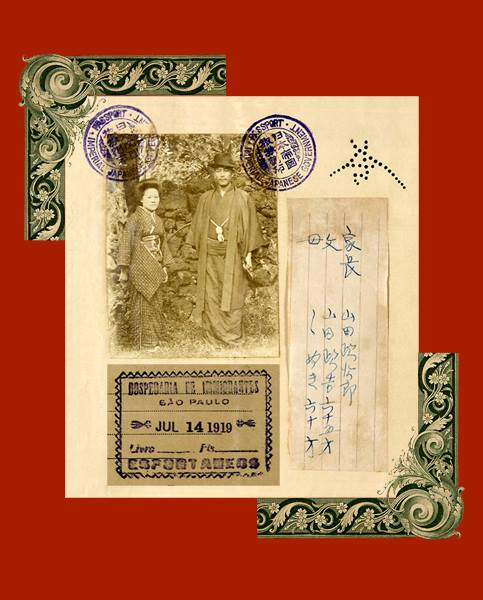
Fotografia de Masataro Yamada e da esposa no passaporte, 1919. Arquivo Nacional.

Os imigrantes japoneses tiveram muita dificuldade em se adaptar ao Brasil. Idioma, hábitos alimentares, modo de vida e diferenças climáticas acarretaram um forte choque cultural.
A maior parte dos imigrantes japoneses tinha a pretensão de enriquecer no Brasil e retornar para o Japão, após poucos anos. Uma parcela considerável nunca aprendeu a falar o idioma português.
Os japoneses tinham a expectativa de acumular dinheiro rapidamente, mas recebiam pouco, pois, em seus primeiros pagamentos, eram descontadas as parcelas da dívida da viagem, mais os gastos com alimentos e remédios, geralmente comprados na própria fazenda. O contrato previa que a estada dos imigrantes nas fazendas deveria ser de cinco anos, porém as más condições fizeram com que boa parte saísse das fazendas no mesmo ano.
Entretanto, através de um sistema chamado de "lavoura de parceria", em contrato com um proprietário de terras, no qual os trabalhadores se comprometiam a desmatar o terreno, semear o café, cuidar da plantação e devolver a área dali a sete anos, quando a segunda colheita estaria pronta, os imigrantes podiam ficar com os lucros da primeira safra, levando em conta que a cultura do café é bianual. Eles também ficavam com tudo o que plantassem, além do café. Dessa forma, muitos japoneses conseguiram economizar e comprar seus primeiros pedaços de terra. A primeira compra de terra por japoneses no interior de São Paulo ocorreu em 1911. Com a ascensão social e a vinda de parentes, a maioria dos imigrantes japoneses decidiu-se pela permanência definitiva no Brasil.
Outro fator que facilitou a permanência definitiva no Brasil foi que os contratos de imigração eram feitos com famílias. Japoneses solteiros não podiam imigrar sozinhos, como foi permitido com outras etnias. O padrão comum foi a imigração de famílias de japoneses com filhos pequenos ou de casais recém-casados.
A primeira geração nascida no Brasil viveu de forma semelhante a de seus pais imigrantes. Ainda pensando em regressar, os imigrantes educavam seus filhos em escolas japonesas fundadas pela comunidade. A predominância do meio rural facilitou tal isolamento. Cerca de 90% dos filhos de imigrantes japoneses falavam apenas o idioma japonês em casa. Muitos brasileiros de origem japonesa em zonas rurais ainda possuem dificuldades em falar o idioma português.
A partir de 1912, grupos de japoneses passaram a residir na ladeira Conde de Sarzedas em São Paulo. Em 1912, 92,6% dos japoneses dedicavam-se principalmente ao cultivo do café. O local era próximo do centro da cidade e alugar cômodos ou porões de sobrados era o melhor que os pobres imigrantes podiam pagar. Na década de 1920, a rua Conde de Sarzedas já era conhecida como o local preferido de residência dos japoneses que deixavam o campo. Com o crescimento da comunidade, o entorno do bairro da Liberdade tornou-se então um bairro japonês, com lojas e restaurantes típicos.

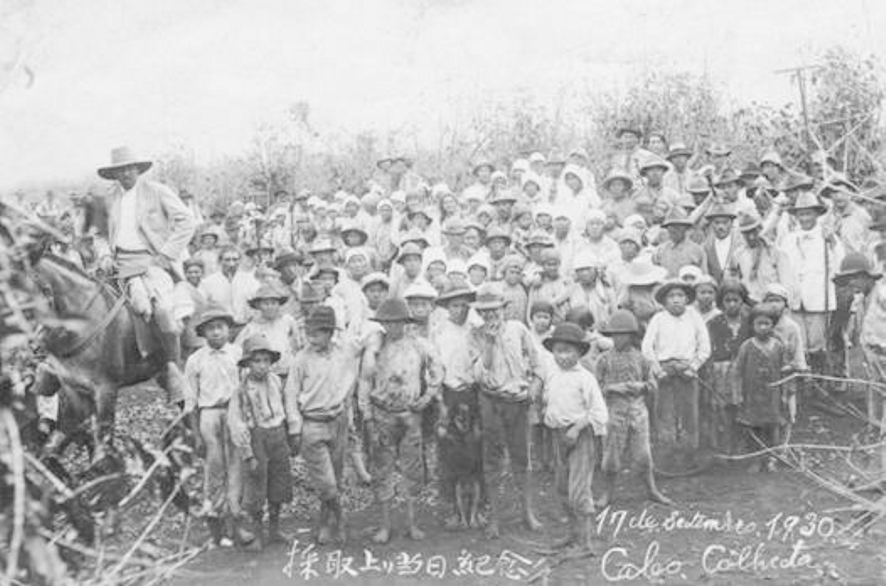
Imigrantes japoneses indo para a colheita de café, 1930
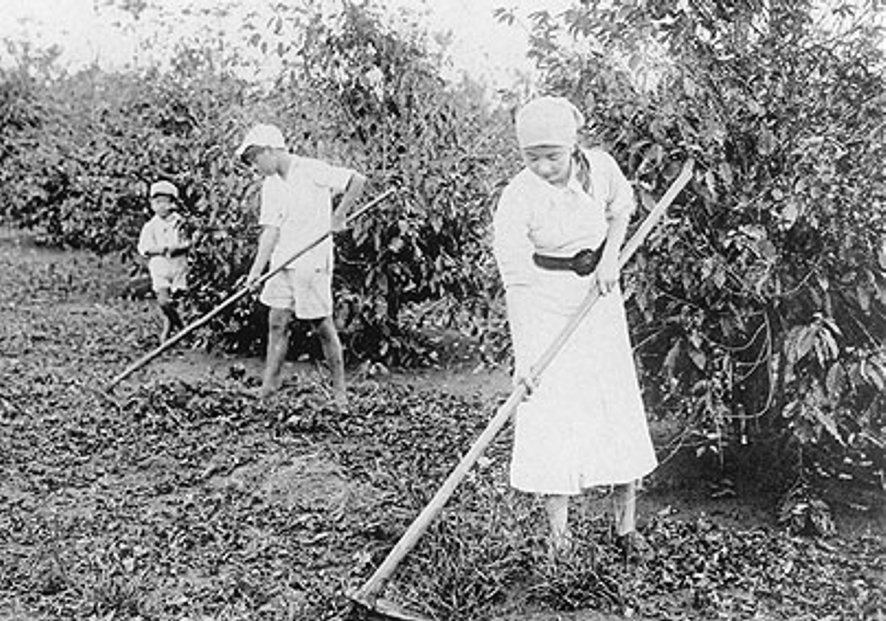
Imigrantes japoneses cuidando de plantação de café
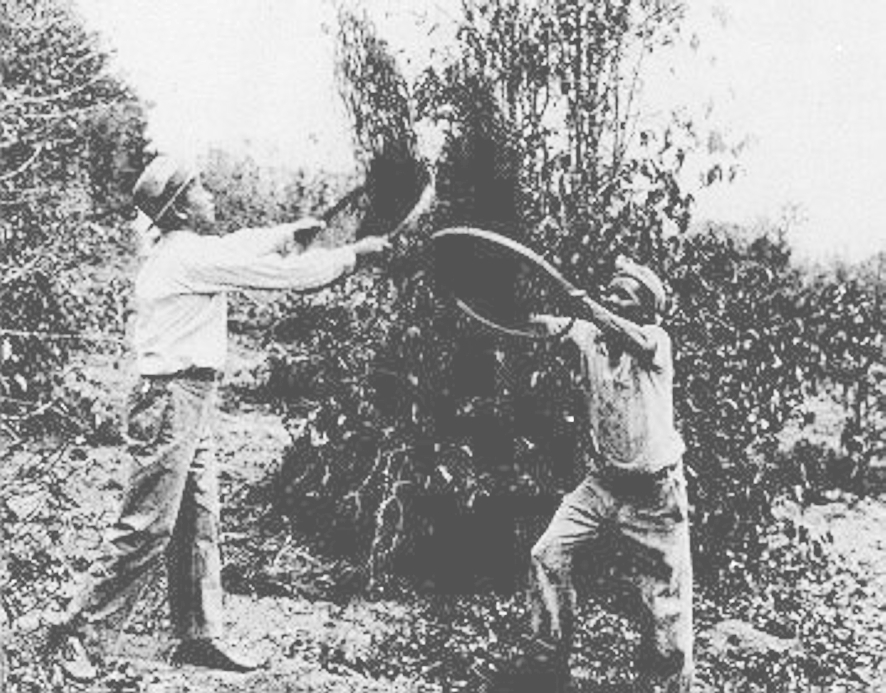
Imigrantes japoneses peneirando café
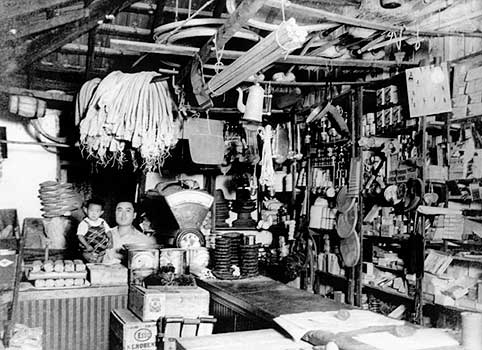
Armazém japonês em São Paulo, 1940

### A grande imigração nipônica

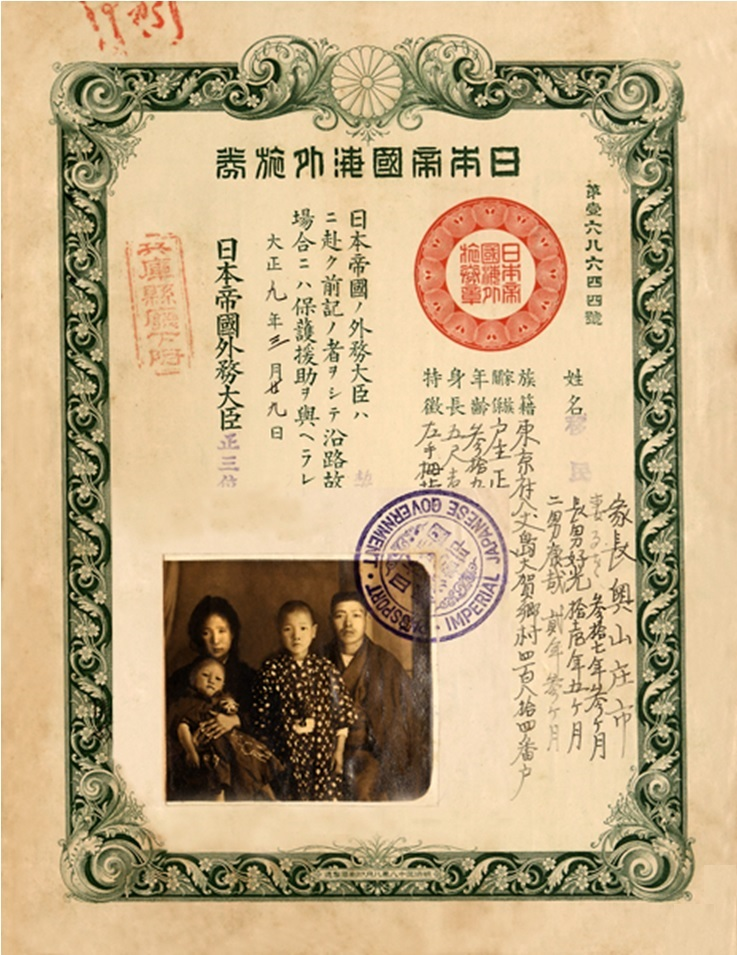
Passaporte do imigrante japonês, 1921. Arquivo Nacional.

Com o fim da Primeira Guerra Mundial, o fluxo de imigrantes japoneses para o Brasil cresceu enormemente. Entre 1917 e 1940, vieram 164 mil japoneses para o Brasil. A maior parte dos imigrantes chegou no decênio 1925-1935. Destaque-se, a partir de 1930, a presença dos imigrantes chamados kôtakusei, formados pela Kokushikan Kôtô Takushoku Gakkô (Tóquio), instituição onde eles eram preparados, durante cerca de um ano, a fim de virem para o Brasil. Trata-se de um grupo diferente, que vinha com a intenção de se estabelecer permanentemente, com o objetivo não só de trabalhar, mas também de pesquisar.
O crescimento da imigração para o Brasil foi estimulado quando os Estados Unidos baniram a entrada de imigrantes japoneses, através da United States Immigration Act de 1924. Outros fatores para o crescimento da imigração eram as propagandas de enriquecimento rápido no Brasil divulgados pelo governo do Japão. Outros países, como Austrália e Canadá, também colocaram restrições a entrada de imigrantes japoneses. O Brasil tornou-se, então, um dos poucos países no mundo a aceitar imigrantes do Japão.
Também houve projetos de restrição de imigração de japoneses no Brasil. Em 22 de outubro de 1923, o deputado Fidélis Reis apresentou um projeto de lei de regulação da entrada de imigrantes com um artigo que dizia: É proibida a entrada de colonos da raça preta no Brasil e, quanto ao amarelo, será ela permitida, anualmente, em número correspondente a 5% dos indivíduos existentes no Brasil.
A imigração de japoneses, entretanto, cresceu durante a década de 1930. Cerca de 90% dos imigrantes japoneses foram para São Paulo, estado que tinha grande necessidade de mão de obra para trabalhar nos cafezais. Com a abertura de novas frentes de trabalho, os imigrantes japoneses iam trabalhar também no cultivo de morango, chá e arroz. Pequenas comunidades nipo-brasileiras surgiram no Pará com imigrantes japoneses atraídos pelo cultivo da pimenta do reino.
Na década de 1930, o Brasil já abrigava a maior população de japoneses fora do Japão. Muitos imigrantes japoneses continuaram a chegar neste período, muitos deles atraídos pelos parentes bem-sucedidos que já tinham emigrado.

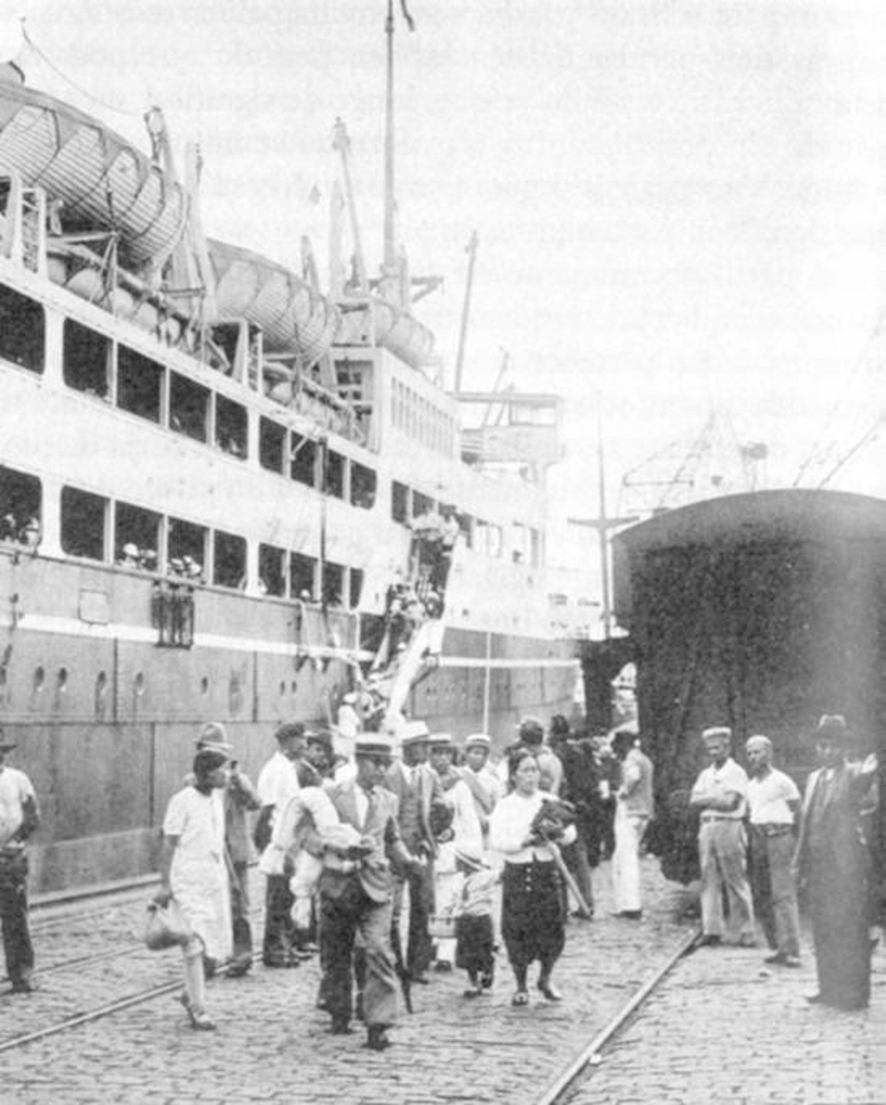
Desembarque de imigrantes japoneses no Porto de Santos (ano 1937 ou 1938)
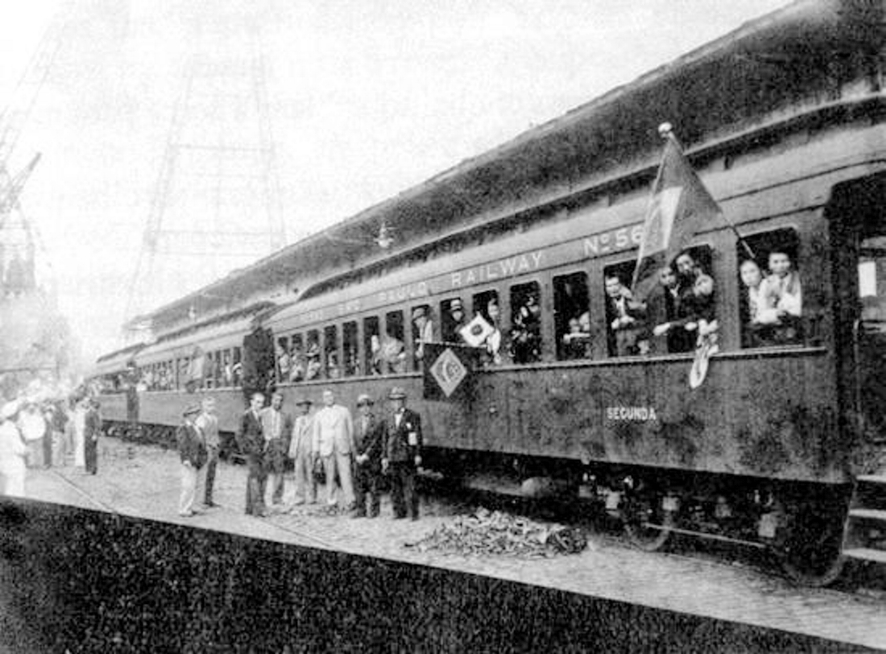
Trem levando imigrantes japoneses partindo de Santos para a cidade de São Paulo (1935)
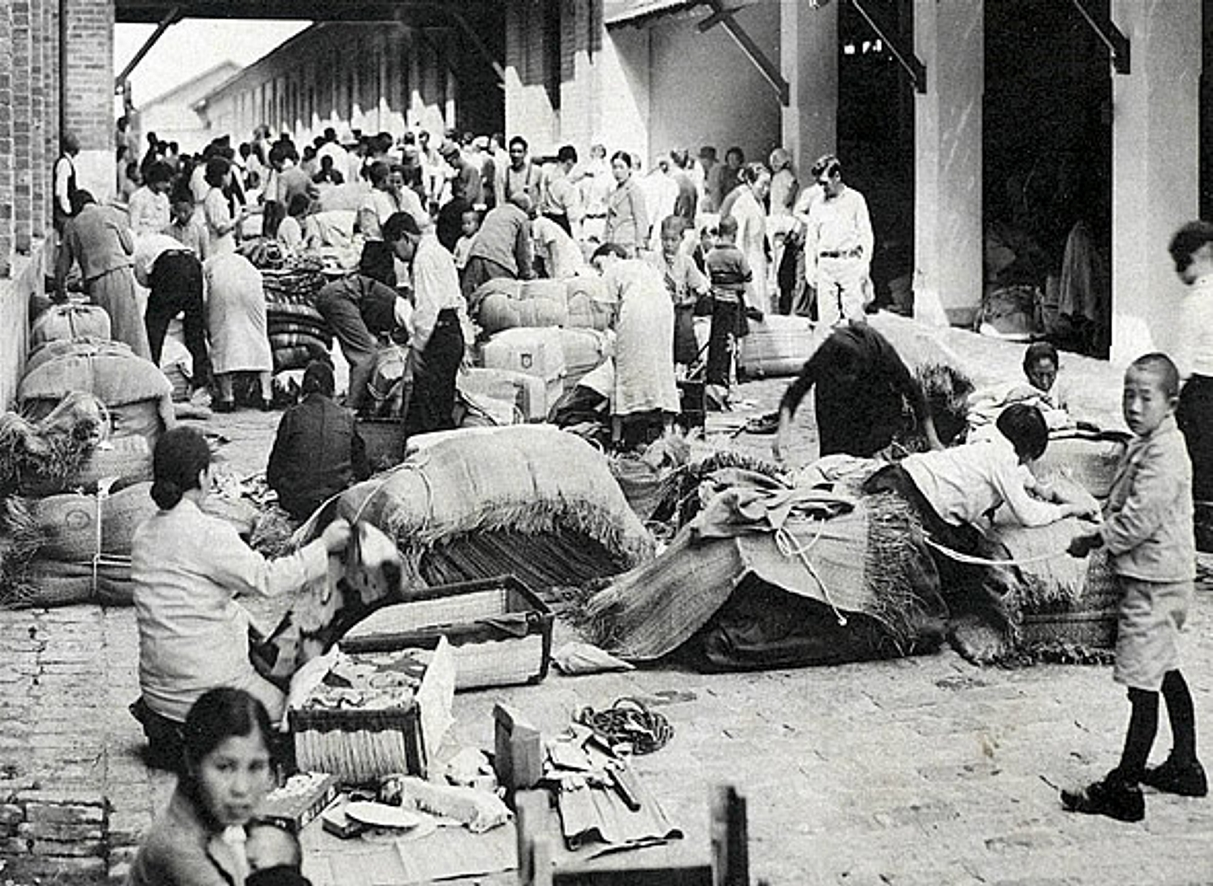
Imigrantes japoneses esperando acomodações na Hospedaria dos Imigrantes em São Paulo (cerca de 1935)
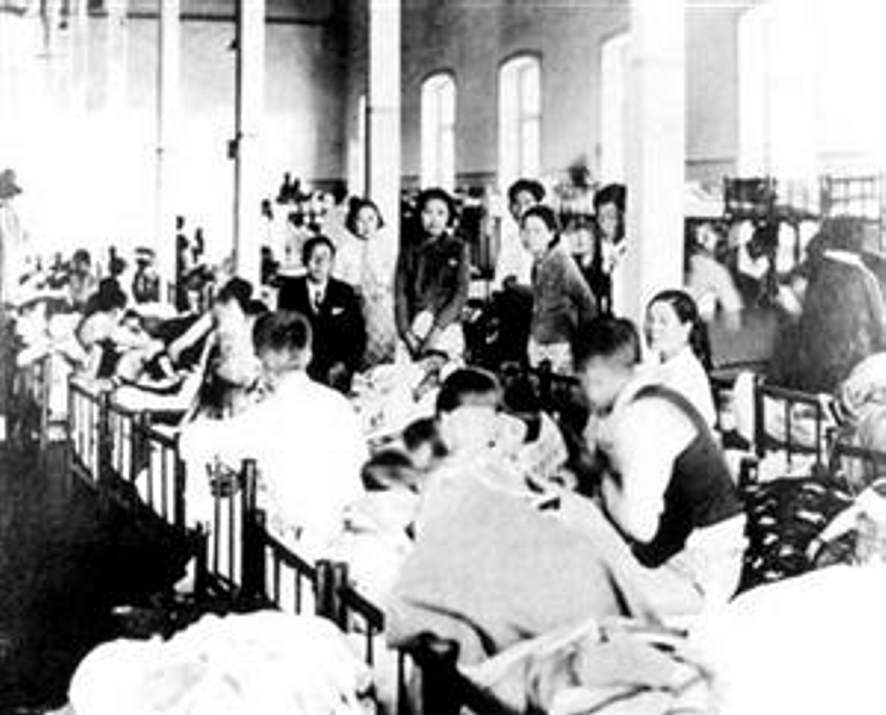
Imigrantes japoneses na Hospedaria dos Imigrantes em São Paulo (cerca de 1935)

### O nacionalismo da Era Vargas
A Assembleia Nacional Constituinte de 1933 foi local de discussões de "teses científicas" de eugenia racial que propunham a necessidade do "branqueamento" da população brasileira. O grande defensor destas ideias foi o médico Miguel Couto (eleito pelo então Distrito Federal) apoiado por outros deputados médicos como o sanitarista Artur Neiva, da Bahia e Antônio Xavier de Oliveira, do Ceará. Juntos, eles pediram o fim da imigração dos "aborígenes nipões".
Segundo o censo estadual do estado de São Paulo de 1934, verificou-se que os japoneses representavam a terceira nacionalidade em número de estabelecimento agrícolas no estado, atrás apenas dos brasileiros e dos italianos. No que diz respeito à área total dos estabelecimentos agrícolas, segundo a nacionalidade, os imigrantes japoneses também figuravam em terceiro lugar, novamente atrás dos brasileiros e dos italianos.
A consequência foi a aprovação, por larga maioria, de uma emenda constitucional que estabelecia cotas de imigração, sem fazer menção à raça ou à nacionalidade, e que proibia a concentração populacional de imigrantes. Segundo o texto constitucional, o Brasil só poderia receber, por ano, no máximo 2% do total de ingressantes da cada nacionalidade que fora recebido nos últimos 50 anos. Apenas os portugueses foram excluídos dessa lei. Estas medidas não afetaram a imigração de europeus como italianos e espanhóis que já tinham ingressado em grande quantidade e cujo fluxo migratório era descendente. Entretanto, o regime de cotas, que irá vigorar até a década de 1980, restringiu a imigração de japoneses, assim como, futuramente, a de coreanos e chineses.

Na década de 1930, foi muito debatido a questão da imigração japonesa, sendo que o material escrito na época chegava a ser publicado das mais diversas formas, sendo que havia milhares de páginas de artigos, anúncios e livros sobre a imigração japonesa. Os que se opunham à entrada de japoneses no Brasil usavam argumentos essencialmente nacionalistas, como: "eles [os japoneses] estão roubando nossos empregos e nossas terras". Também havia as declarações racistas, eugenistas, do tipo, "eles irão poluir nossa raça". Os favoráveis a ela tendiam a enfocar os níveis de produção, sendo que, em 1936, os agricultores japoneses produziam 46% do algodão, 57% da seda e 75% do chá brasileiros. Outros argumentos dados pelos defensores da imigração japonesa era quanto à necessidade de uma maior força de trabalho. Um dos defensores da imigração japonesa, Alfredo Ellis Júnior, então deputado, propôs que as cotas fossem contornadas pelo uso das chamadas "cartas de chamada", sendo que o uso desses documentos permitiriam que tanto cidadãos brasileiros quanto imigrantes com residência permanente no Brasil "chamassem" os japoneses, e esses poderiam imigrar ao Brasil. Num discurso proferido na Câmara dos Deputados do estado de São Paulo, Bento de Abreu Sampaio Vidal, presidente da Sociedade Rural Brasileira, falou em defender a "raça" brasileira dos imigrantes indesejáveis, mas não colocava os japoneses nessa categoria. Em discurso proferiu:
"Conheço como ninguém o valor dos japoneses. Marília, a minha querida cidade, é o maior centro de japoneses no Brasil. É a gente mais eficiente para o trabalho, educada, culta, sóbria... Durante a noite escura, em que os fazendeiros não podiam pagar regularmente seus colonos, não se viu um colono japonês impaciente ou reclamando. Quanto à raça, não sei se os grandes médicos (os médicos antijaponeses Neiva e Couto) terão razão, porque em Marília existem entre os colonos homens e mulheres bonitos e robustos."
A ditadura do Estado Novo, implantado por Getúlio Vargas, em 1937, procurou ressaltar o nacionalismo brasileiro, através da repressão à cultura de imigrantes que formavam comunidades fechadas, como os japoneses e os alemães. Nessa época, foi declarado o confisco dos bens dos imigrantes japoneses. Nas décadas seguintes após a Segunda Guerra Mundial, vários decretos foram editados, determinando condições para a devolução do que foi confiscado. Até hoje os bens e as ações continuam sob a guarda do Banco do Brasil, sendo que a instituição e a Secretaria do Tesouro Nacional admitem a existência dessa riqueza, mas não se pronunciam oficialmente sobre o fato.
O decreto nº 383, de 18 de abril de 1938, determinou várias proibições aos estrangeiros residentes no Brasil: não poderiam participar de atividades políticas, formar qualquer tipo de associação, falar línguas estrangeiras em público ou usá-las como língua de alfabetização de crianças. Para a maioria dos nipônicos no Brasil, a língua japonesa era a única forma de se comunicar. No mesmo ano, o governo ordenou o fechamento dos "nihongakus", que eram as escolas onde os filhos de imigrantes aprendiam não só a ler e escrever em japonês, mas a ser e agir como japoneses.
A transmissão de programas de rádio em línguas estrangeiras foi proibida. As publicações impressas (jornais, revistas, livros) em língua estrangeira também foram proibidas, a não ser que fossem bilíngues, japonês-português, por exemplo. Como a publicação bilíngue era muito cara, jornais e revistas deixaram de circular. Em 1939, uma pesquisa da Estrada de Ferro Noroeste do Brasil, de São Paulo, mostrou que 87,7% dos nipo-brasileiros assinavam jornais em idioma japonês, um índice altíssimo, considerando que grande parte da população brasileira era analfabeta e vivia em zonas rurais. O decreto nº 383, de 1938, praticamente acabou com a disseminação de informações na comunidade japonesa, pois boa parte desta sequer compreendia o idioma português.

A partir de então, a entrada de imigrantes japoneses ficou cada vez mais difícil. O ministro da Justiça Francisco Campos, em 1941, defendeu a proibição do ingresso de 400 imigrantes japoneses em São Paulo escrevendo: 
"seu padrão de vida desprezível representa uma concorrência brutal com o trabalhador do país; seu egoísmo, sua má-fé, seu caráter refratário, fazem deles um enorme quisto étnico e cultural localizado na mais rica das regiões do Brasil".

### Segunda Guerra Mundial
A maior parte dos japoneses desistiu, definitivamente, de retornar ao Japão, principalmente quando a eclosão da Segunda Guerra Mundial tornou impossível sair do Brasil. As repressões à comunidade nipônica continuaram. Em 1941, o governo brasileiro ordenou que os jornais da comunidade fossem fechados e, nesse momento, as notícias que os imigrantes tinham era a de que o Japão estava em vantagem na guerra. Nessa época, cidadãos de origem alemã, italiana e japonesa eram considerados "súditos do Eixo", sendo que, a partir de 1942, o governo de Getúlio Vargas apoiou oficialmente os Estados Unidos na guerra, fazendo com que esses habitantes fossem vistos como "inimigos" em território brasileiro.
A década de 1940 foi a pior para a comunidade nipo-brasileira, porquanto os nikkeis sofreram a repressão das autoridades e o escárnio da população. As famílias dos imigrantes japoneses sofriam com os saques perpetrados pela população, em que seus pertences eram roubados ou destruídos pelos populares. Esses atos geralmente ocorriam nas residências ou nos negócios desses imigrantes, muitas vezes os locais, além de quebrados, também eram incendiados. Frequentemente, os participantes dessas ações gritavam "morte aos quinta coluna". Nas áreas rurais, ocorriam saques e destruição e muitas vezes os animais eram mortos. Aliás, os nikkeis eram chamados de "quinta coluna" em tom provocativo com frequência pela população.
Antes mesmo de entrar em guerra, o governo brasileiro tomou medidas que afetavam a comunidade nipo-brasileira. Quando houve os torpedeamentos de navios brasileiros por submarinos alemães, o bairro da Liberdade já concentrava a maior população de nipo-brasileiros na cidade de São Paulo. Alguns dias depois, na noite de 2 de fevereiro de 1942, agentes policiais do DEOPS - Departamento Estadual de Ordem Pública e Social, acordaram os nipo-brasileiros residentes nas ruas Conde de Sarzedas e da rua dos Estudantes e, sem qualquer ordem judicial, avisaram que eles teriam que abandonar a área em 12 horas. Sem ter para onde ir, a maioria ficou. Entretanto, o mesmo se repetiu na noite de 6 de setembro, quando se deu um prazo de dez dias para os nipo-brasileiros se mudarem definitivamente da região.
A comunidade nipo-brasileira foi duramente atingida por medidas restritivas quando o Brasil declarou guerra ao Japão, em agosto de 1942. No mesmo ano, a percentagem dos nipo-brasileiros que se dedicavam ao cultivo do café diminuiu em comparação a 1912, sendo que passaram a representar 24,3%, havendo um aumento daqueles que se dedicavam ao cultivo do algodão, representando 39,2%, e um aumento também das chamadas culturas suburbanas, tais como: verduras, legumes, frutas e da avicultura, compondo 19,9%.
Japoneses não podiam viajar pelo território nacional sem salvo-conduto expedido por autoridade policial; mais de 200 escolas da comunidade japonesa foram fechadas; os aparelhos de rádio foram apreendidos, para que não se ouvissem transmissões em ondas curtas do Japão. Os japoneses foram proibidos de dirigir veículos automotores, mesmo se fossem táxis, ônibus ou caminhões de sua propriedade. Os motoristas contratados pelos japoneses tinham que ter uma autorização da polícia.
Os bens das empresas japonesas foram confiscados e várias empresas de nipo-brasileiros sofreram intervenções, entre as quais o recém-fundado Banco América do Sul, que teve um papel importante para os nikkeis, pois era onde boa parte dos imigrantes aplicavam o dinheiro das lavouras e do comércio nas cidades. Mas no período da guerra, o Banco do Brasil enviou interventores para tomar o América do Sul das mãos dos japoneses, com a demissão dos funcionários de origem japonesa, que foram substituídos por funcionários brasileiros sem qualquer ascendência nipônica e a maioria sem experiência bancária. Por consequência, o banco entrou numa crise administrativa. A situação apenas voltou ao normal anos após a Segunda Guerra Mundial, com a compra do banco pelos seus antigos donos, pois a instituição estava nacionalizada.
Os imigrantes e descendentes de italianos e alemães também sofreram diversas formas de discriminação oficial ou não durante a Segunda Guerra Mundial, porém o sentimento foi mais forte contra os japoneses. Milhares de imigrantes japoneses foram presos ou expulsos do Brasil, por suspeitas de espionagem. A delação anônima de atividades "contra a segurança nacional" surgia de desavenças entre vizinhos, de cobrança de dívidas e até de brigas de crianças. Nipo-brasileiros foram presos por atividades suspeitas, quando se aglomeravam. Por exemplo, em dezembro de 1942, o jornalista Hideo Onaga e alguns companheiros foram presos em um piquenique, pois havia a suspeita fantasiosa de que eles estavam construindo um submarino.
Na época da Segunda Guerra Mundial, o termo "campo de concentração" era utilizado para as cadeias que abrigavam os perseguidos. O termo é diferente em comparação com os campos de concentração alemães, em que houve o processo de tortura e morte. Porém, dentro do escopo do termo utilizado no Brasil, houve vários "campos de concentração" em território brasileiro, os quais eram direcionados aos imigrantes alemães, italianos e japoneses. No todo, durante a guerra, o governo brasileiro criou 31 campos de concentração.
O medo de contatos entre imigrantes e submarinos inimigos exacerbou-se. No dia 10 de julho de 1943, cerca de 10 mil imigrantes japoneses e alemães que residiam em Santos foram obrigados, em 24 horas, a fechar suas casas e negócios e a se mudar para longe do litoral brasileiro. A polícia agiu sem qualquer aviso prévio. Cerca de 90% das pessoas deslocadas eram nipo-brasileiras. Restaram em Santos apenas nipo-brasileiros com cidadania brasileira, porém muitos também tiveram que se mudar, para acompanhar seus pais ou cônjuges. Essa decisão foi tomada pelo governo devido a rumores infundados sobre imigrantes disfarçados de pescadores para, supostamente, fornecer informações aos submarinos alemães que infestavam a costa brasileira. Inclusive os doentes foram forçados a se mudar e foram carregados em redes. Após o despejo, as casas abandonadas foram invadidas por estranhos. O jornal de Santos, denominado "A Tribuna", noticiou a situação dos que tentavam se desfazer de seus pertences: "no Marapé, na Ponta da Praia e em Santa Maria, houve verdadeira corrida para a venda de suínos, galináceos, muares, etc. Muitos proprietários de chácaras puseram à venda quase tudo que possuíam. Vendiam a qualquer preço, pois não havia tempo para regatear". Para residir na baixada Santista, os japoneses passaram a dever possuir um salvo-conduto concedido conforme a vontade das autoridades policiais.
Nunca foi confirmada qualquer suspeita de atividades de nipo-brasileiros contra a "segurança nacional". Apesar disso, em 1942, a colônia japonesa que introduziu o cultivo da pimenta em Tomé-Açu, no Pará, foi praticamente transformada em um "campo de concentração" (expressão da época), do qual nenhum nipo-brasileiro poderia sair. Nessa época, o embaixador brasileiro em Washington, Carlos Martins Pereira e Sousa, incentivava o governo do Brasil a transferir todos os nipo-brasileiros para "campos de internamento", sem necessidade de apoio jurídico, do mesmo modo como tinha sido feito com os nikkeis residentes nos Estados Unidos.
A irreverência popular foi incentivada, com marchinhas de Carnaval que ironizavam o imperador Hiroito e a "terra do micado". Um nipo-brasileiro sentia-se muito mais ofendido quando troçavam do imperador Hiroito do que um teuto-brasileiro quando troçavam de Hitler ou um ítalo-brasileiro quando troçavam de Mussolini. Na época, o imperador Hiroito não era somente Chefe de Estado, mas também a figura central da religião oficial japonesa, o xintoísmo, sendo venerado em altares domésticos como descendente dos deuses.
Notícias degradantes sobre os japoneses foram comuns na imprensa brasileira, durante a Segunda Guerra Mundial. Na Granja do Canguiri (grande Curitiba), internos japoneses eram separados dos filhos, realizavam trabalho agrícola pesado, sendo ridicularizados e humilhados. Estudantes que contribuíam para o esforço de guerra eram "premiados" com visitas à Granja, onde os internos ficavam expostos como num zoológico humano. Em 1945, David Nasser e Jean Marzon, a dupla de jornalista-fotógrafo mais famosa do país, publicaram em "O Cruzeiro", a revista de maior tiragem da época, uma matéria ilustrada na qual pretendiam ensinar aos brasileiros a distinguir um japonês de um chinês. David Nasser escreveu, entre outras coisas, que o japonês podia ser distinguido pelo "aspecto repulsivo, míope, insignificante". Segundo o escritor Roney Cytrynowicz, "a opressão contra os imigrantes japoneses, diferente do que ocorreu com italianos e alemães em São Paulo, deixa claro que o Estado Novo moveu contra eles - a pretexto de acusação de sabotagem - uma campanha racista em larga escala".

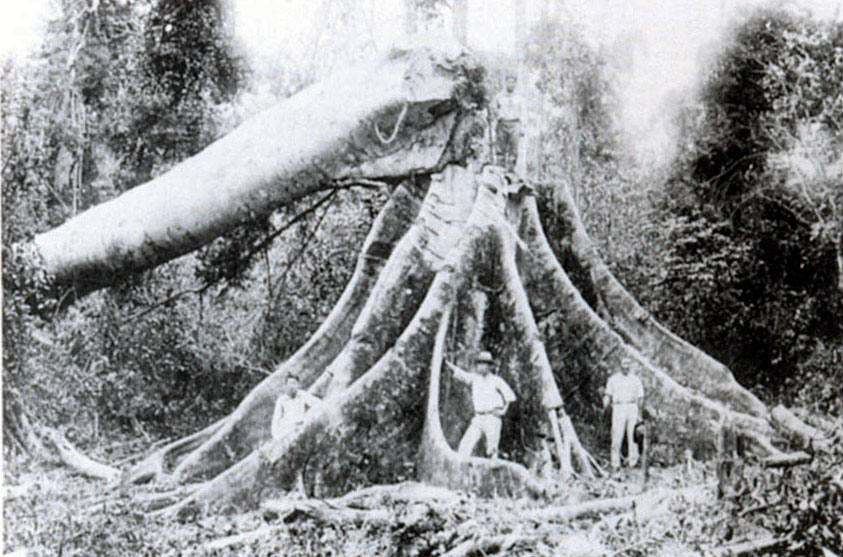
Imigrantes japoneses derrubando mata virgem
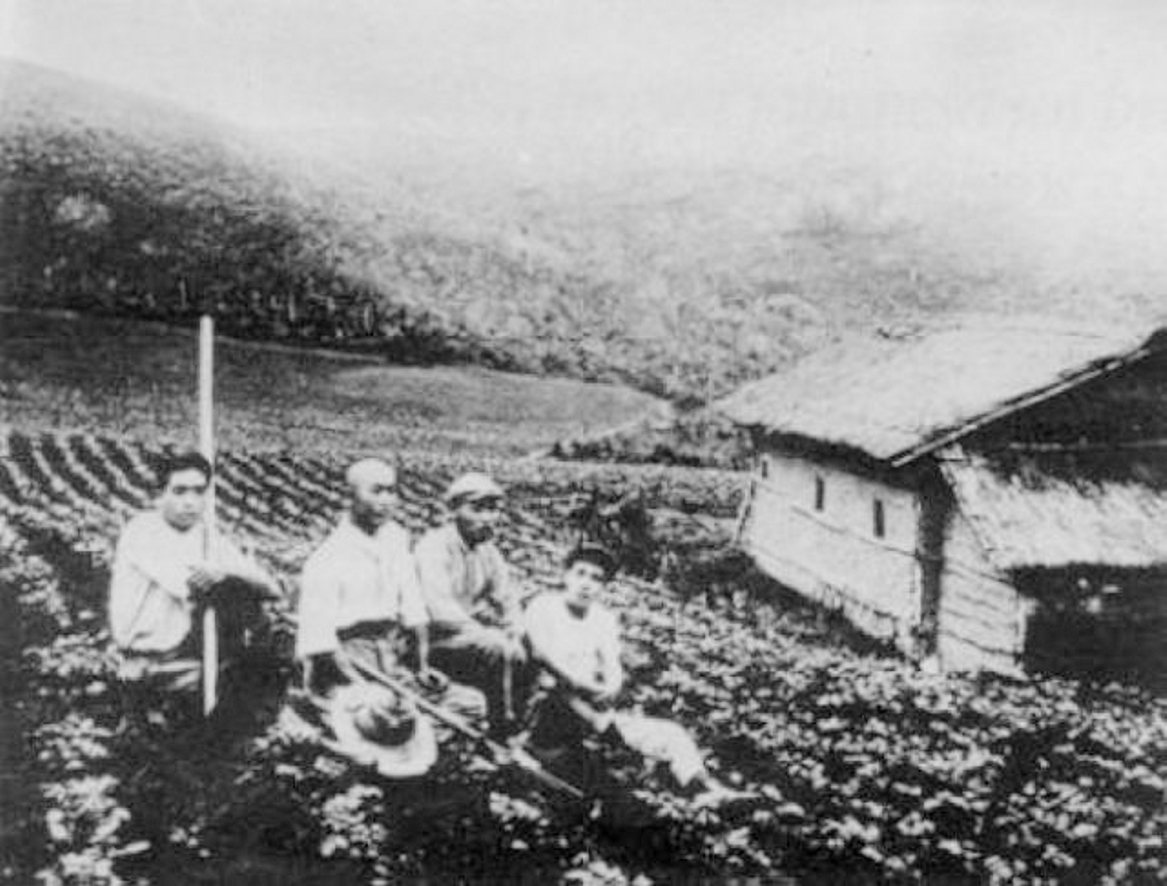
Imigrantes japoneses com sua plantação de batatas
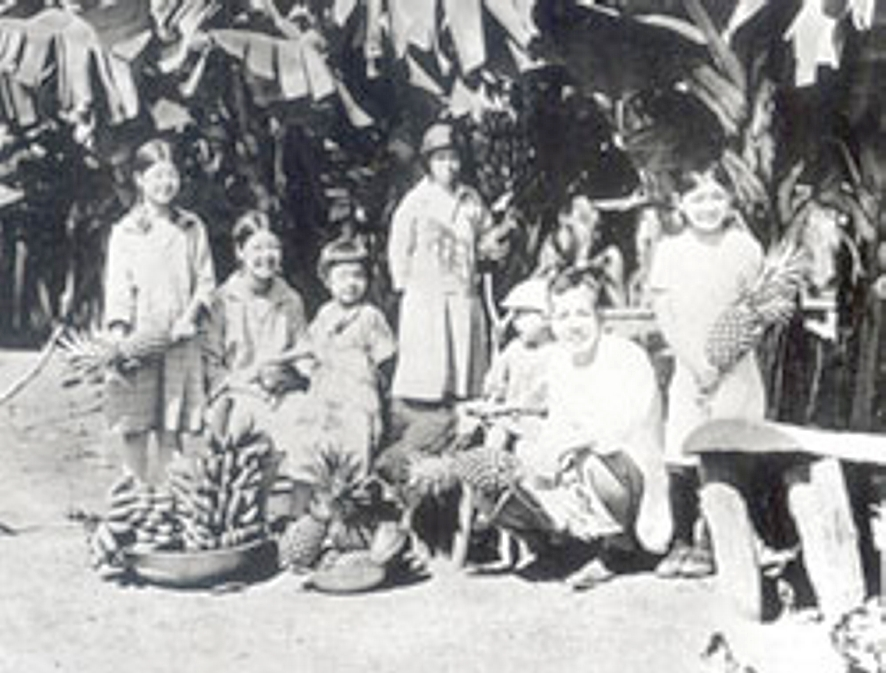
Família de imigrantes japoneses
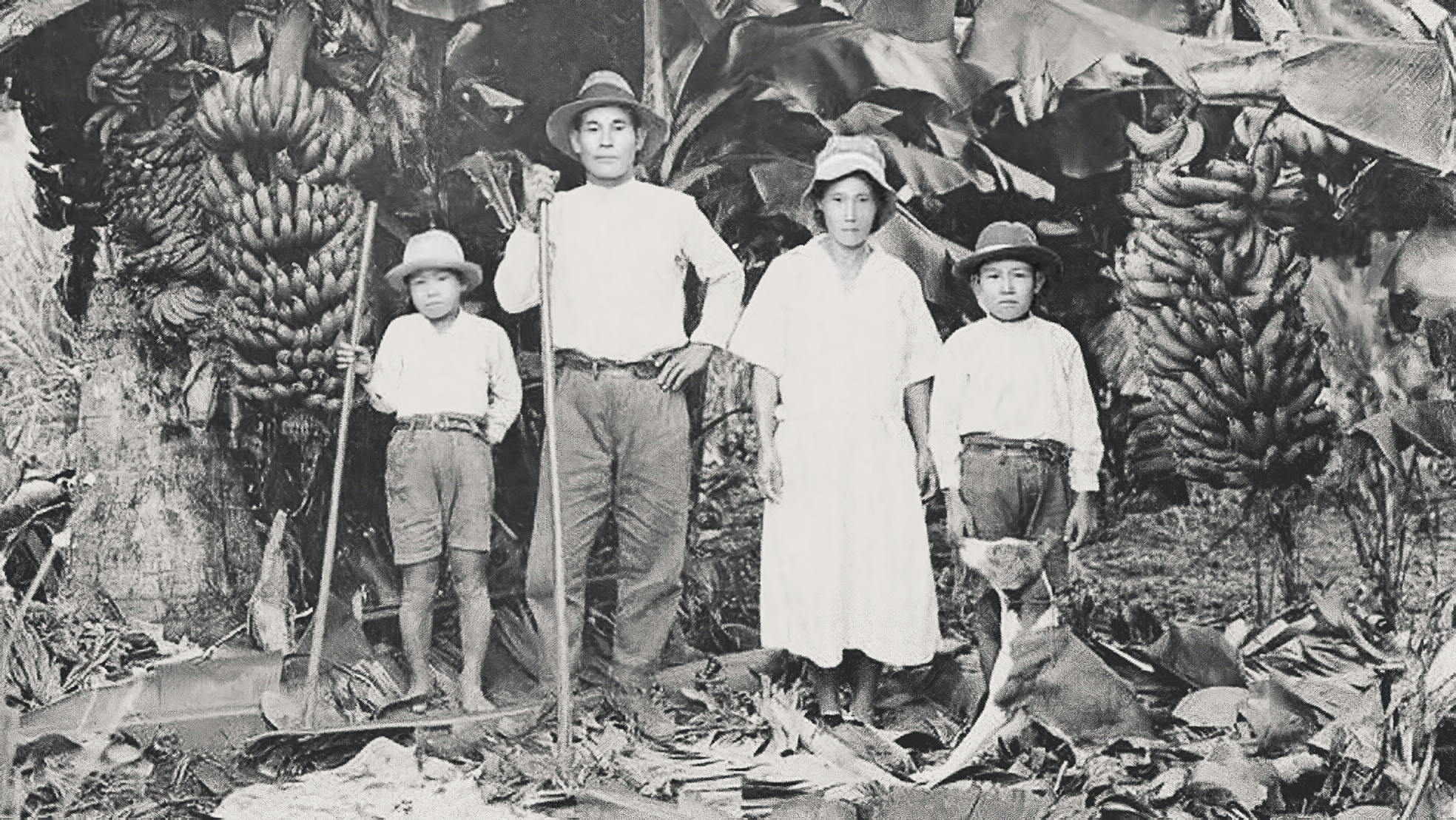
Família de imigrantes japoneses

### Pós-guerra

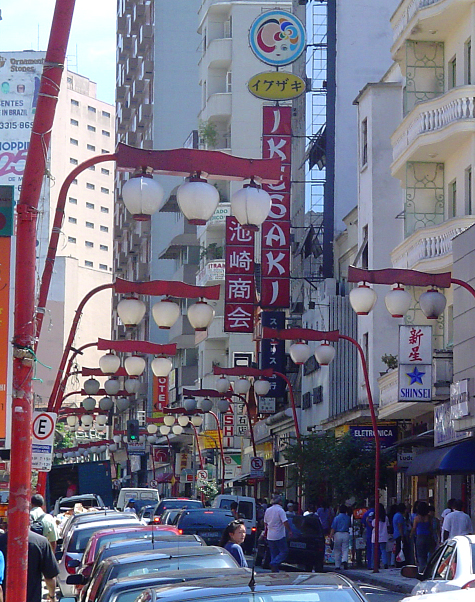
Bairro da Liberdade.

Quando a Segunda Guerra Mundial terminou, os imigrantes começaram a receber novamente as cartas de seus parentes que estavam no Japão e relatavam as dificuldades do país após a guerra. Para a maioria quase absoluta das famílias estabelecidas no Brasil, era o fim do sonho de retornar ao Japão. Os imigrantes se convenceram, então, da necessidade de preparar os filhos para ascender na sociedade brasileira. Para isso, boa parte dos nipo-brasileiros foram do campo para a cidade.
O forte antiniponismo continuou no Brasil além do final da Segunda Guerra Mundial.
Nesta época, surgiu a Shindo Renmei, uma organização terrorista formada por nipo-brasileiros que assassinava os nipo-brasileiros que acreditavam na derrota japonesa. Os assassinatos cometidos pela Shindo Renmei e o sentimento antinipônico da época causaram vários conflitos violentos entre brasileiros e nipo-brasileiros.
Os políticos brasileiros continuaram a valorizar o imigrante europeu como o mais desejado. O decreto-lei nº 7 967 de 1945 regulava a política imigratória e dizia que o ingresso de imigrantes dar-se-ia considerando a necessidade de preservar e desenvolver, na composição étnica da população, as características mais convenientes da sua ascendência europeia.
Por causa de alguns acontecimentos ocorridos após o assassinato do caminhoneiro Pascoal de Oliveira, pelo caminhoneiro japonês Kababe Massame, após uma discussão, em julho de 1946, a população de Osvaldo Cruz, interior do estado de S. Paulo, que já estava irritada com os dois atentados da Shindo Renmei na cidade, saiu às ruas e invadiu casas disposta a maltratar os japoneses. O linchamento dos japoneses só foi totalmente controlado com a intervenção de um destacamento do Exército, vindo de Tupã.
Além de preferir o imigrante europeu, alguns políticos brasileiros propuseram medidas extremamente antinipônicas. Durante a Assembleia Nacional Constituinte de 1946, foi colocada em votação a emenda no 3165 proposta pelo deputado carioca Miguel Couto Filho (filho do deputado constituinte de 1934) que dizia apenas: "É proibida a entrada no país de imigrantes japoneses de qualquer idade e de qualquer procedência". Frequentemente, o deputado Miguel Couto Filho discursava na tribuna da assembleia constituinte defendendo seu projeto de emenda constitucional citando um livro que tinha escrito, cujo título era: "Para o futuro da pátria – Evitemos a niponização do Brasil". O senador Luiz Carlos Prestes fez com que o Partido Comunista Brasileiro fechasse questão a favor da emenda no 3165 e deputados como Jorge Amado e João Amazonas votaram a seu favor. Noutro extremo, o deputado Aureliano Leite sustentou inflexivelmente a posição contrária. O deputado José Eduardo do Prado Kelly também opôs-se veementemente, discursou dizendo que a emenda "amesquinharia a nossa obra" e propôs que, caso aprovada, ela fosse deslocada para as disposições transitórias. Na votação final, houve um empate com 99 votos contra e 99 a favor. O senador Fernando de Melo Viana, que presidia a sessão constituinte, exerceu então o voto de Minerva recusando a emenda. Por apenas um voto, a imigração de japoneses não foi proibida pela Constituição de 1946.
| Imigração japonesa para o Brasil por períodos | Imigração japonesa para o Brasil por períodos | Imigração japonesa para o Brasil por períodos | Imigração japonesa para o Brasil por períodos | Imigração japonesa para o Brasil por períodos | Imigração japonesa para o Brasil por períodos | Imigração japonesa para o Brasil por períodos | Imigração japonesa para o Brasil por períodos | Imigração japonesa para o Brasil por períodos |
| 1884-1893                                     | 1894-1903                                     | 1904-1913                                     | 1914-1923                                     | 1924-1933                                     | 1934-1944                                     | 1945-1949                                     | 1950-1954                                     | 1955-1959                                     |
| --------------------------------------------- | --------------------------------------------- | --------------------------------------------- | --------------------------------------------- | --------------------------------------------- | --------------------------------------------- | --------------------------------------------- | --------------------------------------------- | --------------------------------------------- |
| -                                             | -                                             | 11 868                                        | 20 398                                        | 110 191                                       | N/A                                           | 12                                            | 5 447                                         | 28 819                                        |

Nessa época, os nipo-brasileiros começaram a ter um papel mais ativo na área política. Um dos primeiros acontecimentos políticos aconteceu após uma medida imposta pelo governo do estado de São Paulo, que tinha o objetivo de aumentar a popularidade entre os eleitores, para que fosse feito um tabelamento dos preços dos serviços das tinturarias, sendo que um dos resultados disso seria a redução do valor de lavagem de um terno, que seria reduzido de 25 para 16 cruzeiros. Nessa época, finais dos anos 40 e início da década de 1950, apenas na cidade de São Paulo, havia em torno de 1,5 mil tinturarias e cerca de dois terços pertenciam aos japoneses e seus descendentes. Após reuniões que aconteceram entre a comunidade, foi tomada a decisão de eleger o primeiro representante nikkei na Assembleia Legislativa de São Paulo, para que defendesse os direitos dos japoneses e nipo-brasileiros. Escolheram Yukishige Tamura, que já havia sido eleito vereador em 1947 na Câmara Municipal de São Paulo. Como os japoneses não podiam votar, a campanha aconteceu com os clientes das tinturarias, sendo que Tamura foi eleito deputado estadual em 1950. Após Tamura, outros nipo-brasileiros tiveram suas passagens pela política, sendo que, após as eleição de vários deputados estaduais e federais nipo-brasileiros, o primeiro nikkei a se tornar ministro foi Fábio Riodi Yassuda, em 1969, que foi ministro da Indústria e Comércio, no governo Médici.
Apesar de tudo, o fluxo de imigração japonesa recomeçou no início da década de 1950 e só cessou quase que totalmente em 1973. No total, mais de 200 mil japoneses foram recebidos como imigrantes pelo Brasil.
No início da década de 1960, a população nipo-brasileira das cidades já superava a do campo. Como a grande maioria das famílias que se mudou para São Paulo e para cidades do Paraná tinha poucos recursos e era chefiada por isseis e nisseis, era obrigatório que o negócio não exigisse grande investimento inicial, nem conhecimentos avançados de português. Assim, boa parte dos japoneses passou a se dedicar ao pequeno comércio ou à prestação de serviços básicos, onde se destacaram as tinturarias. Na década de 1970, 80% dos 3 500 estabelecimentos que lavavam e passavam as roupas dos cidadãos de São Paulo pertenciam aos japoneses. Segundo a antropóloga Célia Sakurai: "O negócio era conveniente para as famílias, porque elas podiam morar nos fundos da tinturaria e fazer todo o serviço sem precisar contratar funcionários. Além disso, a comunicação exigida pela atividade era breve e simples".

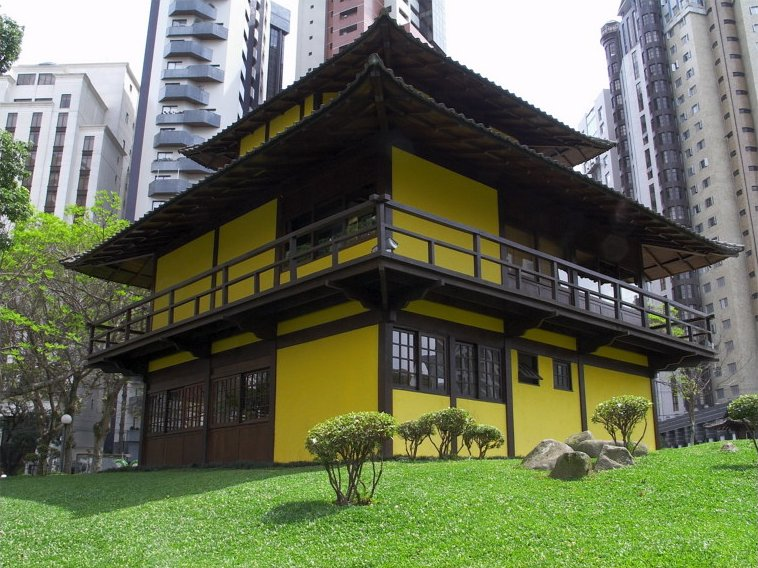
Praça do Japão, Curitiba

Após a Segunda Guerra Mundial, ocorreu um grande êxodo rural, que levou a maior parte da comunidade nipo-brasileira do campo para as cidades, nas regiões metropolitanas ou interior. Os japoneses passaram a trabalhar principalmente como comerciantes, sendo proprietários de lavanderias, mercearias, feiras, salões de cabeleireiros, oficinas mecânicas, entre outros. Outras famílias decidiram morar na zona suburbana, para se dedicar às atividades hortifrutigranjeiras, sendo que também visavam à proximidade de boas escolas para os filhos, nas cidades maiores. Em 1952, 34,1% dos imigrantes japoneses estavam voltados para as atividades hortifrutigranjeiras, ao passo que os que se dedicavam ao café baixara para 27,5% e ao algodão para 20,5%. A cidade de São Paulo tornou-se, assim, a cidade com maior número de japoneses fora do Japão.
No ambiente urbano, os japoneses começaram a trabalhar principalmente em setores relacionados com a agricultura, como feirantes ou donos de pequenos armazéns de frutas, legumes ou peixes. O trabalho com quitandas e barracas de feira era facilitado pelo contato que os japoneses urbanos tinham com os que haviam ficado no campo, pois os fornecedores eram, geralmente, amigos ou parentes. Qualquer que fosse a atividade escolhida pela família, cabia aos primogênitos a tarefa de trabalhar junto com os pais. O costume era uma tradição japonesa de delegar ao filho mais velho a continuação da atividade familiar e também da necessidade de ajudar a custear os estudos dos irmãos mais novos. Enquanto os mais velhos trabalhavam, os irmãos mais jovens ingressavam em cursos técnicos, como o curso de contabilidade, principalmente porque era mais fácil lidar com números do que com o português. Quanto às faculdades, as preferidas pelos japoneses eram engenharia, medicina e direito, que garantiam dinheiro e prestígio social. Em 1958, os descendentes de japoneses já representavam 21% dos brasileiros com formação acima da secundária. Em 1977, eles, que eram 2,5% da população de São Paulo, somaram 13% dos aprovados na Universidade de São Paulo, 16% dos que passaram no Instituto Tecnológico de Aeronáutica (ITA) e 12% dos selecionados na Fundação Getulio Vargas (FGV).

### Inversão do fluxo migratório

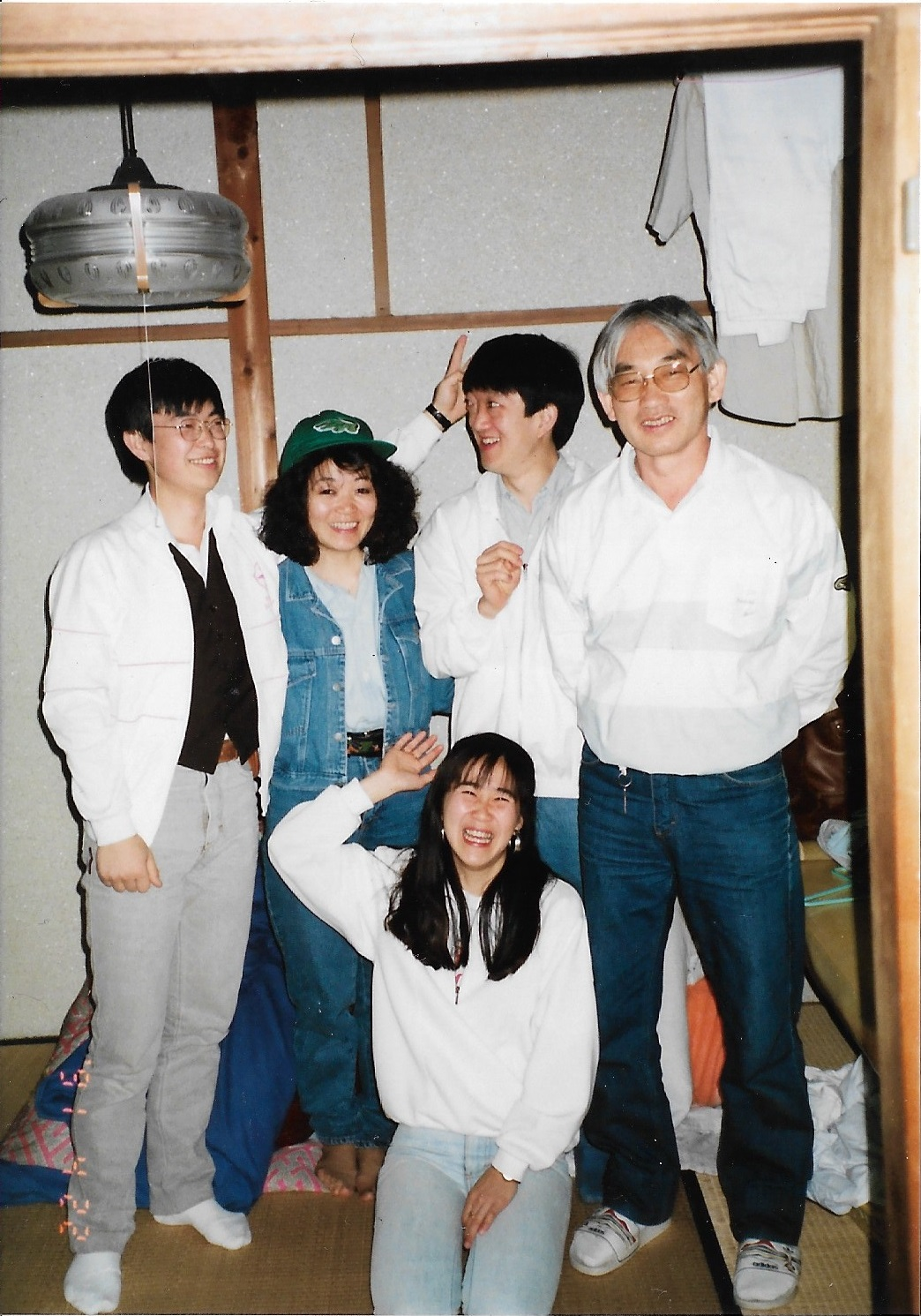
Um grupo de brasileiros no Japão. A maioria dos imigrantes brasileiros no Japão é de descendentes de japoneses que imigraram para o Brasil no decorrer do século XX.

A partir do fim da década de 1980, ocorreu uma inversão do fluxo migratório entre o Brasil e Japão. O Brasil entrou numa crise econômica, alcunhada de "década perdida", registrando inflação de 1.037,53%, no ano de 1988, e de 1.782,85%, no ano de 1989. Na mesma época, a economia japonesa apresentava crescimentos impressionantes, e o Japão tornou-se um dos países mais ricos do mundo. A década de 1980 foi chamada de baburu keizai (bolha da economia japonesa). A crise no Brasil e a prosperidade no Japão fizeram com que, entre 1980 e 1990, cerca de 85 000 japoneses e descendentes residentes no Brasil decidissem tentar a vida no Japão. Os brasileiros que vão trabalhar no Japão passaram a ser denominados "dekasseguis".
Na década de 1990, o fluxo migratório de brasileiros para o Japão cresceu ainda mais, graças à reforma da Lei de Controle da Imigração do Japão, ocorrida em 1990. Com essa lei, o governo japonês passou a permitir que descendentes de japoneses nascidos no exterior, até a terceira geração (filhos e netos de japoneses), pudessem ir trabalhar no Japão, com vistos de residência longos. Foi uma maneira que o governo japonês encontrou para ajudar a resolver a falta de mão de obra no Japão, porém sem perturbar a homogeneidade étnica japonesa, dando uma clara preferência para a entrada de latino-americanos, em sua maioria brasileiros, de ancestralidade japonesa. Em consequência, entre 1990 e 2000, o número de brasileiros no Japão quintuplicou, chegando a 250 mil pessoas.  Essa lei também permitia que descendentes de japoneses pudessem trazer seus cônjuges sem ascendência japonesa.
A maioria dos brasileiros que vai trabalhar no Japão não é de pobres. Não são os pobres que emigram, mas sim indivíduos da classe média, que foram particularmente afetados pelas crises econômicas brasileiras. Essa população, tentando manter ou elevar seu padrão de vida, passou a buscar no Japão, o país dos seus ancestrais, melhores condições econômicas. Muitos brasileiros vão para o Japão com o objetivo de trabalhar temporariamente e depois retornar enriquecidos. Contudo, nem sempre as intenções são cumpridas, e muitos brasileiros optaram por ficar em definitivo no Japão.
Em 2007, viviam no Japão 313 770 brasileiros em condições legais, a grande maioria trabalhando como operários na indústria. As cidades com mais brasileiros eram: Hamamatsu, Aichi, Shizuoka, Kanagawa, Saitama e Gunma. Contudo, devido à grave crise financeira enfrentada pelo Japão a partir de 2008, muitos brasileiros retornaram para o Brasil. Em 2014, a comunidade brasileira no país havia diminuído para 177 953 pessoas. Por outro lado, em 2023, a comunidade brasileira no Japão cresceu novamente, somando 211 840 pessoas.
Em 2018, ocorreu uma nova alteração na lei imigratória japonesa, que passou a permitir que descendentes de japoneses nascidos no exterior até a quarta geração (bisnetos) também pudessem ir trabalhar no Japão. Porém, para os bisnetos, a lei estabeleceu requisitos mais rígidos, incluindo limite de idade e comprovação de proficiência da língua japonesa. Em decorrência, poucos vistos foram emitidos: o governo japonês esperava liberar 4 mil vistos ao ano, porém somente 43 pedidos foram aprovados, no primeiro ano de aplicação da nova legislação.
Em 2022, os brasileiros no Japão formavam a quarta maior comunidade de trabalhadores estrangeiros residentes no país, depois de chineses, coreanos e filipinos. Em 2023, a comunidade brasileira no Japão era a quinta maior de brasileiros fora do Brasil, atrás somente das comunidades dos Estados Unidos, Portugal, Paraguai e Reino Unido.

## Aspectos sociais

### Abrasileiramento, assimilação e identidade
A maioria dos imigrantes japoneses que chegou antes da Segunda Guerra Mundial não tinha a pretensão de ficar em definitivo no Brasil, pois apenas queriam trabalhar alguns anos, juntar dinheiro e retornar para o Japão. Os filhos dos imigrantes frequentavam escolas japonesas, em pleno interior do Brasil, onde aprendiam não apenas o idioma japonês, mas a serem japoneses. Nessas escolas, estudavam a história e a geografia do Japão, mas pouco sabiam sobre a história e a geografia do Brasil. Tentavam viver como se nunca tivessem saído do Japão.
Tudo mudou com a derrota japonesa na Segunda Guerra Mundial. Nesse momento, muitos imigrantes japoneses perceberam que já estavam profundamente enraizados no Brasil e que não valia mais a pena retornar para um Japão destroçado pela guerra. Por sua vez, os japoneses que imigraram para o Brasil após o fim do conflito vinham com objetivos diferentes, pois, após vivenciarem os horrores da guerra, não objetivavam retornar ao Japão, mas fazer do Brasil a sua nova pátria. Em consequência, os japoneses que chegaram após a guerra se assimilaram mais facilmente ao Brasil e tendiam a não transmitir tanto a cultura e a língua japonesa para os seus filhos, em comparação com aqueles que chegaram antes da guerra.  
Convencidos de que não iriam mais voltar para o Japão, os imigrantes mudaram suas expectativas inclusive em relação aos seus filhos, de modo que a comunidade deixou de condenar os nisseis (filhos nascidos no Brasil) que não falavam a língua japonesa. Contudo, mesmo antes da Segunda Guerra, muitos imigrantes japoneses já tinham percebido que não voltariam para o Japão, dando início aos primeiros movimentos para o "abrasileiramento". Na década de 1920, muitos imigrantes japoneses se converteram ao catolicismo, religião predominante no Brasil. Os padrinhos que os japoneses escolhiam eram quase sempre brasileiros, formando, assim, um elo com o povo brasileiro.
As gerações sucessivas de descendentes de japoneses, sanseis (terceira geração) e yonseis (quarta geração) demonstraram maior grau de assimilação no Brasil do que os nisseis (segunda geração), pois estes últimos ainda estavam mais imersos na cultura japonesa dos seus pais, em comparação com as gerações posteriores, que se mostravam cada vez mais integradas à cultura brasileira que a geração dos pais e avós. 
O "abrasileiramento" não representou, contudo, um abandono completo dos valores e das tradições japonesas, por parte dos descendentes. A influência japonesa continuou a se manifestar em vários aspectos, como na alimentação. Outro aspecto preservado pelos descendentes foi a valorização dada à disciplina e aos estudos. Segundo publicação do IBGE: 
| “ | Grande parte das novas gerações não falam o japonês. Raramente, entretanto, deixa-se de notar entre os descendentes a presença forte de alguns valores tradicionais, como o espírito do Bushidô, do guerreiro que possui sobre si o autocontrole. São ensinamentos passados pelos imigrantes da era Meiji que orientaram a conduta das gerações de descendentes frente ao trabalho e à família, e que de certa forma, contribuíram para criar a imagem dos descendentes de japoneses como "estudiosos", "inteligentes" e "disciplinados". | ” |

Apesar de terem se assimilado na sociedade brasileira, ainda hoje os brasileiros descendentes de japoneses muitas vezes não são percebidos como sendo plenamente brasileiros e continuam a ser chamados  — e a chamar a si mesmos  — de "japoneses", embora muitos façam parte da terceira ou da quarta geração no Brasil, jamais colocaram os pés no Japão, não sabem falar japonês e não têm cidadania japonesa. Ser "japonês" no Brasil, portanto, não tem relação com a nacionalidade ou com a cultura, mas com os traços físicos. A sociedade brasileira foi historicamente formada por indígenas, europeus e africanos e pela miscigenação desses três grupos. Portanto, o que se convencionou como uma "aparência física brasileira" foi herdada a partir dessas três origens. No Brasil, ninguém questiona que um negro possa ser brasileiro, nem que o filho de imigrantes italianos ou espanhóis também é brasileiro. Por sua vez, os descendentes de japoneses, por terem traços físicos que remetem ao país asiático de onde vieram seus ancestrais, carregam consigo uma condição de continuarem a ser "japoneses" no país em que nasceram. Isso ocorre mesmo entre os mestiços, ou seja, pessoas que têm apenas um dos pais de origem japonesa. Os mestiços que herdam os traços físicos mais japoneses continuam a ser chamados de "japoneses", ao passo que os mestiços que herdam mais os traços não japoneses são mais facilmente vistos como "brasileiros". Até mesmo indivíduos com origens em outros países do Extremo Oriente, como chineses e coreanos, muitas vezes são chamados de "japoneses" no Brasil. Enfim, é a aparência física que condiciona se alguém é "japonês" no Brasil, e não a nacionalidade ou a cultura.
Porém, essa diferenciação é muitas vezes alimentada pelos próprios descendentes de japoneses, ao chamarem de "brasileiro" ou "gaijin" (estrangeiro, em japonês) os outros brasileiros, associando a identidade brasileira a aspectos negativos, como malandragem e preguiça. Porém, quando vão para o Japão, os descendentes de japoneses percebem que não são japoneses, pois não são vistos como tal pelos japoneses, e a ilusão de que são "japoneses" é desfeita. Assim, essas pessoas vivem uma dualidade, ao serem consideradas "japonesas" no Brasil, mas "brasileiras" no Japão.

### Cultura

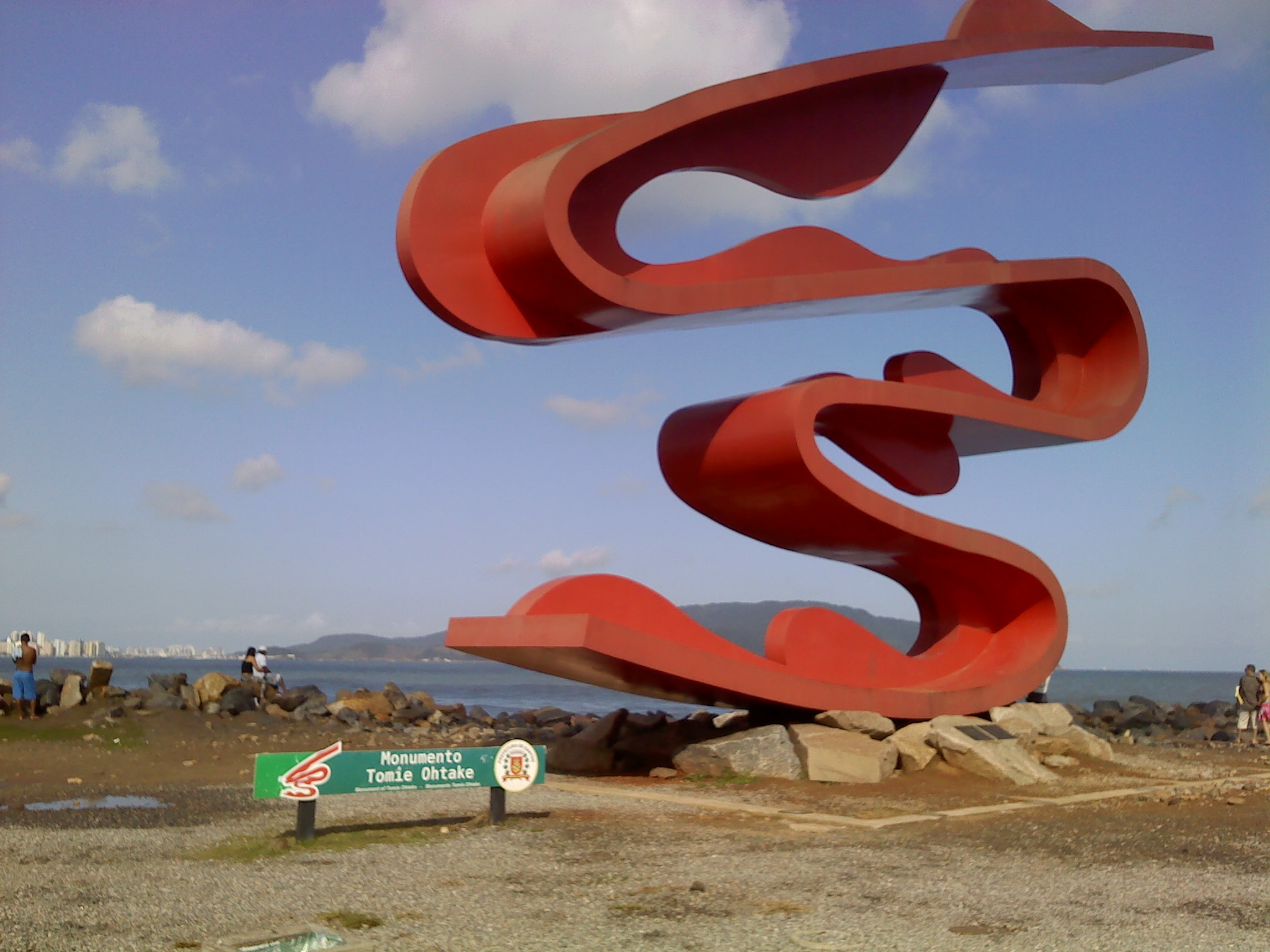
Escultura em homenagem aos 100 anos da imigração japonesa de autoria da artista Tomie Ohtake

Uma das contribuições da colônia japonesa no desenvolvimento brasileiro é o campo das artes plásticas, onde a arte dos nipo-brasileiros chega a ser denominada de "escola nipo-brasileira". A constância dos nipo-brasileiros em participar dos salões, exposições e eventos foi decisivo para chamar a atenção, manter contatos entre os artistas. Com a chegada dos imigrantes japoneses pós-guerra, essas atividades tomaram novo impulso – ceramistas, artistas plásticos, artesões, fotógrafos chegaram no Brasil trazendo novidades nas concepções estéticas que ajudaram a "compor e dar novo formato as artes plásticas do Brasil", nas palavras de Antônio Henrique Bittencourt Cunha Bueno.
No final da década de 70, os nipo-brasileiros tinham uma situação diferente no que se diz em matéria de interação, situação contrária se comparada aos tempos da Segunda Guerra Mundial, quando eram vistos com desconfiança pela população e pelo governo, logo, nesses novos tempos, após a guerra, as galerias adquiriam sistematicamente a produção dos abstratos, onde após as primeiras Bienais eram abertas as oportunidades de difusão de suas produções e conquistando a crítica. Havendo colecionadores interessados nesses artistas, tanto no Brasil como no exterior, havendo colecionadores na própria colônia.
O bairro da Liberdade, na cidade de São Paulo, representa um um exemplo da influência japonesa no Brasil, com vários pórticos vermelhos de templos xintoístas. Restaurantes de yakisoba, sushi e sashimi, estabelecimentos de karaokê e supermercados nos quais se pode comprar o nattō e vários tipos de molho de soja. Até mesmo o drinque brasileiro mais famoso, a caipirinha, ganhou uma versão japonesa com saquê: a sakerinha.

#### Representatividade na mídia

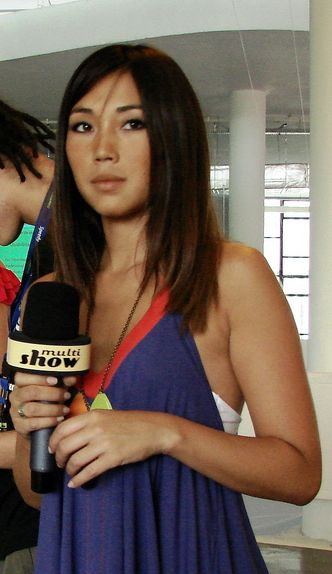
Daniele Suzuki é uma atriz nipo-brasileira

Os brasileiros de ascendência japonesa têm pouca visibilidade na mídia brasileira. A presença de nipo-descendentes em comerciais, telenovelas e filmes é rara e é marcada por estereótipos, uma vez que "o padrão de imagem imposto no Brasil ainda é para personagens voltados para atores brancos". Atores de origem oriental reclamam que apenas conseguem papéis caricatos e que remetem ao estereótipo do japonês, como de feirantes e pasteleiros ou de aficionados por tecnologia, praticantes de artes marciais e vendedores de sushi. Em testes para um papel na televisão, há relatos de atores que são obrigados a forçar um "sotaque japonês", mesmo estando a comunidade nipônica na quarta e na quinta geração no Brasil. Dificilmente um ator oriental consegue um papel "normal", que não tenha relação com a sua origem étnica. A atriz Daniele Suzuki, por exemplo, afirma que, por ser de origem japonesa, suas personagens "sempre eram estereotipadas, engraçadas" e que ela "sempre aparecia de quimono".
Artistas, militantes e entidades da comunidade nipônica criticam especialmente a Rede Globo. Segundo o jornal Folha de S. Paulo, em 2016, para a novela Sol Nascente, atores orientais que fizeram teste para os papéis foram dispensados e a emissora escalou artistas brancos para interpretar personagens de origem japonesa na novela. Integrantes da comunidade nipônica acusam a emissora de racismo e de fomentar o "Yellowface", prática semelhante ao "Blackface", quando atores são escalados para interpretar papéis de um grupo étnico ao qual não pertencem. Essa prática não é novidade na Rede Globo: na novela Geração Brasil, de 2014, um ator branco interpretou um sul-coreano e teve de usar fita adesiva para mudar o formato dos olhos. A escolha de atores brancos para interpretarem personagens japoneses causou indignação nas redes sociais.

### Demografia
Em 1934, viviam 131 639 imigrantes japoneses no Brasil, dos quais 10 828 moravam na cidade e 120 811 no campo. No censo do Brasil de 1940, foram contabilizados 144 523 imigrantes japoneses, dos quais mais de 91% estavam no estado de São Paulo. No censo de 1950, foram contabilizados 129 192 japoneses, sendo que 84,3% estavam em São Paulo e 11,9% no Paraná. Os dados encontram-se na tabela abaixo:
| Distribuição dos imigrantes oriundos do Japão, naturais e brasileiros, segundo as Unidades da Federação - 1940/1950 | Distribuição dos imigrantes oriundos do Japão, naturais e brasileiros, segundo as Unidades da Federação - 1940/1950 | Distribuição dos imigrantes oriundos do Japão, naturais e brasileiros, segundo as Unidades da Federação - 1940/1950 | Distribuição dos imigrantes oriundos do Japão, naturais e brasileiros, segundo as Unidades da Federação - 1940/1950 | Distribuição dos imigrantes oriundos do Japão, naturais e brasileiros, segundo as Unidades da Federação - 1940/1950 |
| Unidade da Federação                                                                                                | Dados absolutos | Dados absolutos | Proporções (%) | Proporções (%) |
| Unidade da Federação                                                                                                | 1940 | 1950 | 1940 | 1950 |
| --- | --- | --- | --- | --- |
| Pernambuco | 636 | 836 | 0,351 | 0,456 |
| Pará | 467 | 421 | 0,323 | 0,326 |
| Minas Gerais | 893 | 917 | 0,618 | 0,710 |
| Rio de Janeiro | 380 | 1 086 | 0,263 | 0,841 |
| Distrito Federal | 538 | 392 | 0,372 | 0,303 |
| São Paulo | 132 216 | 108 912 | 91,484 | 84,302 |
| Paraná | 8 064 | 15 393 | 5,580 | 11,915 |
| Mato Grosso do Sul                                                                                                  | 1 128 | 1 172 | 0,780 | 0,907 |
| Brasil | 144 523 | 129 192 | 100 | 100 |

O número máximo de japoneses residentes no Brasil foi encontrado no censo de 1970: 154 000. Os estados que contavam com pelo menos mil japoneses eram: São Paulo (116 566), Paraná (20 644), Mato Grosso (3 466), Pará (3 349), Rio Grande do Sul (1 619),  Rio de Janeiro (1 451), Minas Gerais (1 406) e Guanabara (1 380). Como a imigração japonesa para o Brasil praticamente cessou na década de 1970, na atualidade menos de 5% da população de origem japonesa do Brasil é nascida no Japão. Mais de 95% dessa população é composta por brasileiros cujos antepassados japoneses imigraram para o país no decorrer das últimas cinco gerações.
De acordo com publicação do Centro de Estudos Nipo-Brasileiros, de 1988, naquele ano viviam no Brasil 1 167 000 descendentes de japoneses, dos quais 290 000, ou 24,8%, estavam na cidade de São Paulo, 156 000 (13,3%) na Grande São Paulo e 382 000 (32,7%) no resto do estado de São Paulo. Assim, 70,8% da população nipo-brasileira, ou 828 mil pessoas, estavam no estado de São Paulo. No Sul do Brasil, na sua maioria no Paraná, estavam 142 000 descendentes de japoneses, ou 12,2% do total.
De acordo com pesquisa do IBGE do ano 2000, havia 70 932 imigrantes nascidos no Japão vivendo no Brasil (em comparação com os mais de 150 000 encontrados em 1970). Dos japoneses, 51 445 viviam em São Paulo. A maioria dos imigrantes tinha mais de 60 anos de idade, uma vez que a imigração para o Brasil praticamente terminou em meados do século XX. Em 2023, o número de cidadãos japoneses vivendo no Brasil reduziu ainda mais, para 46,9 mil.
Em 2008, o IBGE publicou um livro sobre a diáspora japonesa e estimou que, em 2000, havia 1 405 685 pessoas de ascendência japonesa no Brasil, a grande maioria já nascida no Brasil. A imigração japonesa ficou concentrada em São Paulo e, ainda em 2000, 49,3% dos japoneses e descendentes viviam neste estado. Havia 693 495 pessoas de origem japonesa em São Paulo, seguido do Paraná com 143 588. Mais recentemente, os brasileiros descendentes de japoneses estão marcando presença em lugares que costumavam ter uma pequena população desse grupo. Por exemplo, em 1960, havia 532 japoneses ou descendentes na Bahia, enquanto em 2000, havia 78 449, ou 0,6% da população do estado. O Norte do Brasil (excluindo o Pará) viu sua população de origem japonesa aumentar de 2 341 em 1960 (0,2% da população total) para 54 161 (0,8%) em 2000. Durante o mesmo período, no Centro-Oeste ela aumentou de 3 582 para 66 119 (0,7% da população).
Por todo o Brasil, com mais de 1,4 milhão de pessoas de origem japonesa, os maiores percentuais foram encontrados nos estados de São Paulo (1,9% de descendentes de japoneses), Paraná (1,5%) e Mato Grosso do Sul (1,4%). Os menores percentuais foram encontrados em Roraima e Alagoas (com apenas 8 japoneses). O percentual de brasileiros com raízes japonesas aumentou em grande parte entre as crianças e adolescentes. Em 1991, 0,6% dos brasileiros entre 0 e 14 anos eram de ascendência japonesa. Em 2000, eles eram 4%, como resultado do retorno dos dekasseguis (brasileiros descendentes de japoneses que trabalham no Japão) para o Brasil.
No censo do Brasil de 2022, 850 130 pessoas se declararam de cor amarela, que, segundo o IBGE, é a designação usada para pessoas de origem oriental: japonesa, chinesa, coreana. Todos os municípios com maior proporção de pessoas amarelas na população estavam nos estados de São Paulo e do Paraná, sendo eles: Assaí (PR) – 11,05% da população;  Bastos (SP) – 10,3%; Uraí (PR) – 5,9%; São Sebastião da Amoreira (PR) – 4,8%;  Pereira Barreto (SP) – 4,2% ; Nova América da Colina (PR) – 3,8% e Mogi das Cruzes (SP) - 3,7%. Em termos numéricos, os municípios com mais amarelos foram São Paulo (238 603 pessoas), Curitiba (23 635), Londrina (18 026) e Maringá (13 465).
Em 2022, o Ministério das Relações Exteriores do Japão afirmou haver dois milhões de descendentes de japoneses no Brasil, porém somente 47 472 têm a nacionalidade japonesa.
A população de origem japonesa no Brasil é extremamente urbana. Se no início da imigração quase todos os japoneses estavam na zona rural, em 1958, 55,1% já se encontravam nos centros urbanos. Em 1988, já seriam 90% nos centros urbanos. Esse precoce êxodo rural teve influência direta no perfil ocupacional e no alto nível de escolarização desse grupo. Se em 1958, 56% da população nikkei se dedicava à agricultura, em 1988 esse número se reduzira para apenas 12%. Entrementes, aumentou as percentagens de trabalhadores de nível técnico (16%) e administrativo (28%), de setores secundário e terciário.

### Economia
Os imigrantes japoneses aperfeiçoaram as técnicas agrícolas e de pesca dos brasileiros. Ajudaram na difusão de técnicas de produção de alimentos através da hidroponia e da plasticultura. É notável o seu trabalho na aclimatação ou desenvolvimento de vários tipos de frutas e vegetais antes desconhecidos no Brasil, no total trouxeram mais de 50 tipos de alimentos, entre os quais o caqui, a maçã Fuji, mexerica poncã e o morango. Como consequência os estados que receberam os imigrantes tiveram um aumento na renda e a elevação do PIB. Com a oferta de novos alimentos eles mudaram os hábitos alimentares dos brasileiros, pois introduziram vários produtos que não faziam parte da dieta nacional.
Além das novas tecnologias na área agrícola desenvolvida pelos imigrantes japoneses, outra característica dos agricultores nipo-brasileiros foi a do cooperativismo. Em declaração dada pelo ex-ministro da agricultura do Brasil, João Roberto Rodrigues, resume o movimento cooperativista dos imigrantes japoneses: "Graças ao seu modo de produção, principalmente no segmento de hortifrutigranjeiros, foram instalados cinturões verdes próximos aos principais centros urbanos, garantindo a autossuficiência em verduras, legumes, frutas e produtos animais como ovos e frangos. A mentalidade associativista, por outro lado, deu origem às grandes cooperativas agropecuárias que serviram de modelo para várias iniciativas de organização do mercado". Outra contribuição fundamental que os agricultores japoneses trouxeram para o país foi a técnica inovadora da agricultura intensiva, sendo isso um resultado de técnicas de plantio desenvolvidas no Japão, pois nesse país, devido à falta de espaço, produzia-se grande quantidade em áreas pequenas e isso não era feito no Brasil que dispunha de grandes áreas para plantio. Em 17 de dezembro de 1956, foi fundada a Federação Nacional das Cooperativas Agrícolas de Colonização, que se chamava Federação das Cooperativas de Imigração e Colonização, essa instituição surgiu com o intuito de dar apoio aos agricultores imigrantes japoneses e após isso ela passou a promover o intercâmbio entre esses pioneiros residentes no Brasil com o Japão. Desde 1994, o trabalho foi ampliado, com o treinamento pessoal e o aprimoramento de técnicas aos produtores nikkeis de toda a América Latina.
A concentração de nikkeis em torno da cidade de São Paulo contribuiu para a formação do Cinturão Verde de São Paulo, os nipo-brasileiros se instalaram ao redor da capital pelo fato de que essa comunidade produzia uma quantidade considerável de hortaliças, que é um produto altamente perecível, o local de produção não podia ser muito distante de São Paulo. Os japoneses escolheram produzir hortaliças na região, pois o clima local é ameno e é propício para essa cultura. Mogi das Cruzes se firmou como principal polo do cinturão, sendo que o Instituto de Economia Agrícola, afirmou que os produtores nikkeis possuem 50% das propriedades rurais dessa região. Atualmente, esse Cinturão Verde abastece toda a Região Metropolitana de São Paulo e do Rio de Janeiro.
Outro cinturão verde criado por agricultores nipo-brasileiros é o Cinturão Verde de Brasília, esse cinturão foi criado com o objetivo de suprir as necessidades da população do Distrito Federal, pois em 1957, quando a futura capital do Brasil estava sendo construída, o solo da região era muito ácido, o que apresentava uma dificuldade extra para a produção de alimentos, que até então eram trazidos de outras regiões. Foi então que o presidente Juscelino Kubitschek teve a ideia de "importar" famílias japonesas para a região, foi então que o diretor da Novacap, Israel Pinheiro, convidou as primeira famílias para a região. De acordo com a Federação das Associações Nipo-Brasileiras do Centro-Oeste, as principais colônias estão em Incra, Núcleo Rural Vargem Bonita e Riacho Fundo. Mas há também agricultores nikkeis nas áreas rurais de Taguatinga e Planaltina. Sendo que só a região de Vargem Bonita é responsável por 40% do abastecimento do mercado do Distrito Federal e das 67 chácaras do local, 43 ainda pertencem aos colonos japoneses e seus descendentes.
A fruticultura, anteriormente, restrita às propriedades próximas dos centros consumidores, com a influência dos imigrantes expandiu-se para as diferentes cidades do interior do Estado de São Paulo e outros estados brasileiros, havendo o emprego das mais avançadas tecnologias a ponto de representar um importante item na balança comercial do país. Trinta e oito municípios com forte influência japonesa de 6 estados brasileiros respondem por 28% do volume das frutas. Dependendo da cultura, a representatividade chega a mais de 80%. Quarenta e quatro municípios com forte influencia japonesa de quatro estados brasileiros, respondem por 21% do volume das hortaliças, chegando a mais de 90% em alguns produtos. Em 1940, Superintendência dos Negócios do Café emitiu que os japoneses radicados em São Paulo não representavam nem 3,5% da população do estado, mas sua participação na agricultura representava: 100% da produção do rami, seda, pêssego e morango; 99% da hortelã e do chá; 80% da batata e dos legumes; 70% dos ovos; 50% das bananas; 40% do algodão e 20% do café produzidos pelo Estado de São Paulo.
Pelo fato do Brasil ser um país tropical, técnicos e agrônomos brasileiros não acreditavam que fosse possível produzir maçã no Brasil, sendo que o país importava a fruta da Argentina, até que o agrônomo japonês Kenshi Ushirozawa demonstrou ser possível produzir maçã em Santa Catarina com qualidade superior à importada da Argentina. Com base na experiência catarinense a Cooperativa Agrícola de Cotia organizou e implantou um assentamento de produtores rurais no município de São Joaquim, onde seus associados passaram a produzir maçãs, principalmente da variedade Fuji, que logo substituíram as maçãs importadas, na década de 80. Atualmente o Brasil é um grande produtor e exportador de maçãs, sendo que o país exporta principalmente para a Europa. As cooperativas como a Sanjo e a Cooperserra que começaram com produtores japoneses de maçã são responsáveis por grandes marcas de maçã.
Até a década de 70 a maior parte do melão consumido no Brasil era importado da Espanha e do Chile, mas isso mudou na década de 80, quando as importações foram substituídas pelos melões produzidos em território brasileiro, produzidos principalmente pelos agricultores japoneses, associados à Cooperativa Agrícola de Cotia, na região Oeste do Estado de São Paulo. Hoje o Brasil é um grande produtor e exportador de melão.
Na área agrícola deve-se destacar a introdução da pimenta-do-reino na região de Tomé-Açu, no Pará, que viria a ser chamado de "diamante negro" da Amazônia. Através dos imigrantes japoneses Tomé-Açu tornou-se então o maior produtor mundial de pimenta-do-reino, pois com esses imigrantes houve a introdução do cultivo da pimenta-do-reino na região, sendo que os imigrantes importaram as primeiras sementes de Singapura para o Brasil, com a prosperidade alavancada pelos japoneses a população do município mais que triplicou em vinte anos no município, chamando a atenção de muitas pessoas em busca de oportunidades de trabalho, na maioria, migrantes capixabas ou nordestinos. Mesmo suas plantações sendo atacadas pela fusariose, os japoneses não desistiram da pimenta-do-reino, combateram a doença, mas isso abriu a oportunidade para os nipo-brasileiros começarem o cultivo de outras culturas tropicais, como a açaí, também chamado de "diamante negro", onde o Pará se destaca como principal produtor da fruta. O crescimento das exportações do açaí foi de tal forma que chegou a despertar atenção de grandes jornais como o francês "Le Monde" e o norte-americano "The New York Times".
Além dos alimentos trazidos pelos imigrantes japoneses no Brasil destaca-se também a grande expansão da avicultura brasileira que só cresceu de vez quando foram trazidas aves-matrizes do Japão e com a experiência dos imigrantes japoneses nas granjas. A cidade paulista de Bastos foi fundada por colonos japoneses e sua principal atividade é a avicultura sendo que o município possuí o título de "capital do ovo" e o seu principal evento é a Festa do Ovo, que é um evento de repercussão internacional e oficialmente reconhecido pelo governo do Estado de São Paulo e consta no calendário de eventos agropecuários da Secretaria de Agricultura e Abastecimento e também no Ministério da Agricultura. A avicultura em Bastos, é uma atividade econômica presente desde a chegada dos imigrantes japoneses, atualmente Bastos é a maior produtora ovos do Brasil e da América Latina, sendo que são produzidos 14 milhões de ovos por dia, o que corresponde a 40% de toda a produção do estado e 20% do país.
Os imigrantes japoneses também inovaram nas atividades pesqueiras desenvolvidas no Brasil, com a introdução de novas técnicas e conhecimentos de navegação que resultaram no aumento de produção. Uma delas foi a introdução de embarcações construídas baseadas nas que eram utilizadas no Japão. Uma mudança importante foi em relação as redes de pesca, pois na época eram utilizadas no Brasil redes de algodão, que se deterioravam rapidamente, os imigrantes as banhavam na água onde ferviam cascas de plantas de mangue, aumentando assim a sua resistência. Outra inovação foi a montagem de aparatos para pendurar as redes, permitindo a visualização do formato e do caimento, como se estivesse no mar; assim, eles percebiam a necessidade de eventuais reparos e a adequação do formato da malha. Além da inovação no formato da malha das redes, os japoneses introduziram as boias de vidro para a flutuação e as portas de ferro para abrir a rede, desenvolvimento tecnológico que propiciou o aumento da produtividade.
Em algum tempo, os imigrantes conseguiram se capitalizar e conseguiram comprar equipamentos próprios, para a própria atividade de pesca, como também de transporte e armazenamento dos pescados. Evidencia-se a atividade japonesa na pesca no litoral de Santos, no estado de São Paulo. Após a Segunda Guerra Mundial, os japoneses dessa região criaram cooperativas, com destaque para Cooperativa Mista de Pesca Nipo Brasileira e a Cooperativa de Pesca Atlântica de Santos, ambas fundadas na década de 50. Boa parte dos pescados foram enviados para a região da Grande São Paulo. Os nikkeis também se destacaram na pesca oceânica em parceria com empresas japonesas que começaram a atuar no Brasil. Sob a influência dos japoneses, uma espécie não conhecida até então o foi denominada Me-Kajike, e posteriormente passou a ser conhecido como "meca", que originou o prato oficial da cidade de Santos. Atualmente muitos grandes empresários do setor pesqueiro possuem ascendência japonesa.
A contribuição dos japoneses no setor industrial a partir da década de 60 é ressaltada pelo fato de que muitas indústrias do Japão instalaram suas filiais no Brasil, muitas delas associando-se aos empreendimentos nipo-brasileiros. Sendo que não foram implementadas somente a tecnologia, mas também os novos sistemas administrativos que revolucionaram a produtividade de muitas fábricas brasileiras. Além disso, a partir da década de 70, o capital japonês voltou-se para a expansão da fronteira agrícola do país através da exploração da região do cerrado. Também, para a produção de matérias-primas, concentrando-se na exploração dos minérios. A presença da comunidade japonesa também é apontada como motivo para a atração de empresas japonesas no Brasil.

#### Produção de fibras
Embora já houvesse plantações de rami no Brasil desde o ano de 1884, a maior produção dessa cultura aconteceu na cidade paranaense de Uraí, como resultado do trabalho da Companhia de Terras Sul América, que após ser fundada fez a concessão do terreno à Companhia Nambei Toshi Kabushiki Kaisha, que deu início à colonização do que hoje é Uraí. Com o resultado do primeiro cultivo, a produção começou a ser expandida, tendo sido comercializada tanto no Brasil quanto no exterior. Na década de 70, a cidade se tornou a maior produtora de rami do mundo, ganhando o apelido de "Capital Mundial do Rami", sendo que a cultura chegou a ocupar 22% da área total do município e o nikkei Susumo Itimura chegou a ser conhecido como o "rei do rami". Com a concorrência da fibra sintética a produção do rami diminuiu e os produtores rurais da região procuraram a diversificação de culturas.
Além do rami, outra cultura importante para a produção de fibras que teve os japoneses como principais cultivadores foi a juta, pois os japoneses foram os introdutores da juticultura no Brasil. O pioneiro desse projeto foi o deputado Tsukasa Uyetsuka, que via o potencial da região amazônica como grande produtora de juta, pelo seu clima. A fibra era indispensável ao comércio internacional, usada nos sacos de café e outras mercadorias, por absorver umidade e preservar seus conteúdos, mas poucos países a produziam em larga escala. Em 1930, Uyetsuka comprou 1 500 hectares em Parintins, atualmente denominada de Vila Amazônia, além disso o deputado também criou a Escola Superior de Colonização do Japão (Nihon Koto Takushoku Gakko) criada com o objetivo de formar especialistas no trabalho de colonização, esses estudantes eram conhecidos como koutakusseis, que aprendiam noções de técnicas de cultivo, noções de construção civil e língua portuguesa. No início a juticultura não deu bons resultados, pois a planta não se adaptou muito bem na região, mas com o trabalho de aclimatização feito por Riota Oyama com a criação da "variedade Oyama", fato esse que viabilizou a atividade da juta naquela região, além disso, em 1935, Uyetsuka conseguiu recursos junto a empresas como Mitsubishi, Mitsui e Sumitomo, e fundou a Companhia Industrial Amazonense, subsidiária no Brasil da Cia. Industrial da Amazônia, criada no Japão. A lavoura de juta atingiu seu auge na década de 1960, com mais de 50 mil agricultores envolvidos no seu plantio e representou mais de um terço do Produto Interno Bruto do Estado do Amazonas, levando o Brasil a autossuficiência de fibra de juta em 1952.
Embora a seda já fosse produzida no Brasil desde a época de D. Pedro I, foi com os imigrantes japoneses que houve um melhoramento da seda produzida no Brasil, sendo esse imigrantes os responsáveis por produzirem o melhor fio de seda do mundo e os seus produtos ganharam nomes que homenageiam a cultura nipônica, como Mahô, Gensô e Katakakê. Em 1936, os imigrantes produziram 57% da seda dos Brasil. Em 1940, no Estado de São Paulo, os nipo-brasileiros passaram a produzir 100% da seda do estado. Os imigrantes japoneses fundaram Sociedade Colonizadora do Brasil Ltda, que possui o nome japonês de Burajiru Takushoku Kumiai, abreviada de Bratac, que atualmente é a principal indústria de fiação do país.
A cotonicultura foi a principal cultura que diminuiu a dependência do café como principal produto brasileiro que era exportado. Antes de 1933 o algodão não representava nem 5% das exportações brasileiras. Entretanto, em 1934, sua participação passou a ser de 13% e em 1936 de 16%, sendo que nesse mesmo ano, 1936, os agricultores japoneses produziam 46% do algodão brasileiro. Em 1942, 39,2% do total de nipo-brasileiros se dedicavam ao cultivo do algodão. O principal mercado de exportação brasileiro era o Japão, sendo que entre janeiro e julho de 1939, 51% do algodão saído do porto de Santos tinha por destino o mercado japonês. Por causa do desenvolvimento crescente das relações entre Brasil e Japão, o relator do Departamento de Agricultura dos Estados Unidos emitiu num relatório que pelo fato de grande parte da produção e da comercialização do algodão no sul do Brasil estar em mãos de japoneses, fazia-o supor que aquele produto tinha mais preferência de compradores japoneses. Na época afirmava-se que "grande parte da safra de algodão do sul do Brasil pertence a japoneses e é vendida a industriais nipônicos". A queda na venda ao Japão se deve ao conflito na Segunda Guerra Mundial, pois os Estados Unidos proibiram a passagem de cargueiros em zonas de conflito. Em 1952, a porcentagem dos imigrantes japoneses que se dedicavam a atividades hortifrutigranjeiras representava 34,1%, enquanto os que os cafeicultores japoneses tinham baixado para 27,5% e de algodão para 20,5%. Atualmente, o Grupo Maeda, fundado por Takayuki Maeda, o grupo é considerado a maior cadeia verticalizada da cultura no mundo, com atuação desde a genética das sementes até a fiação.

### Educação

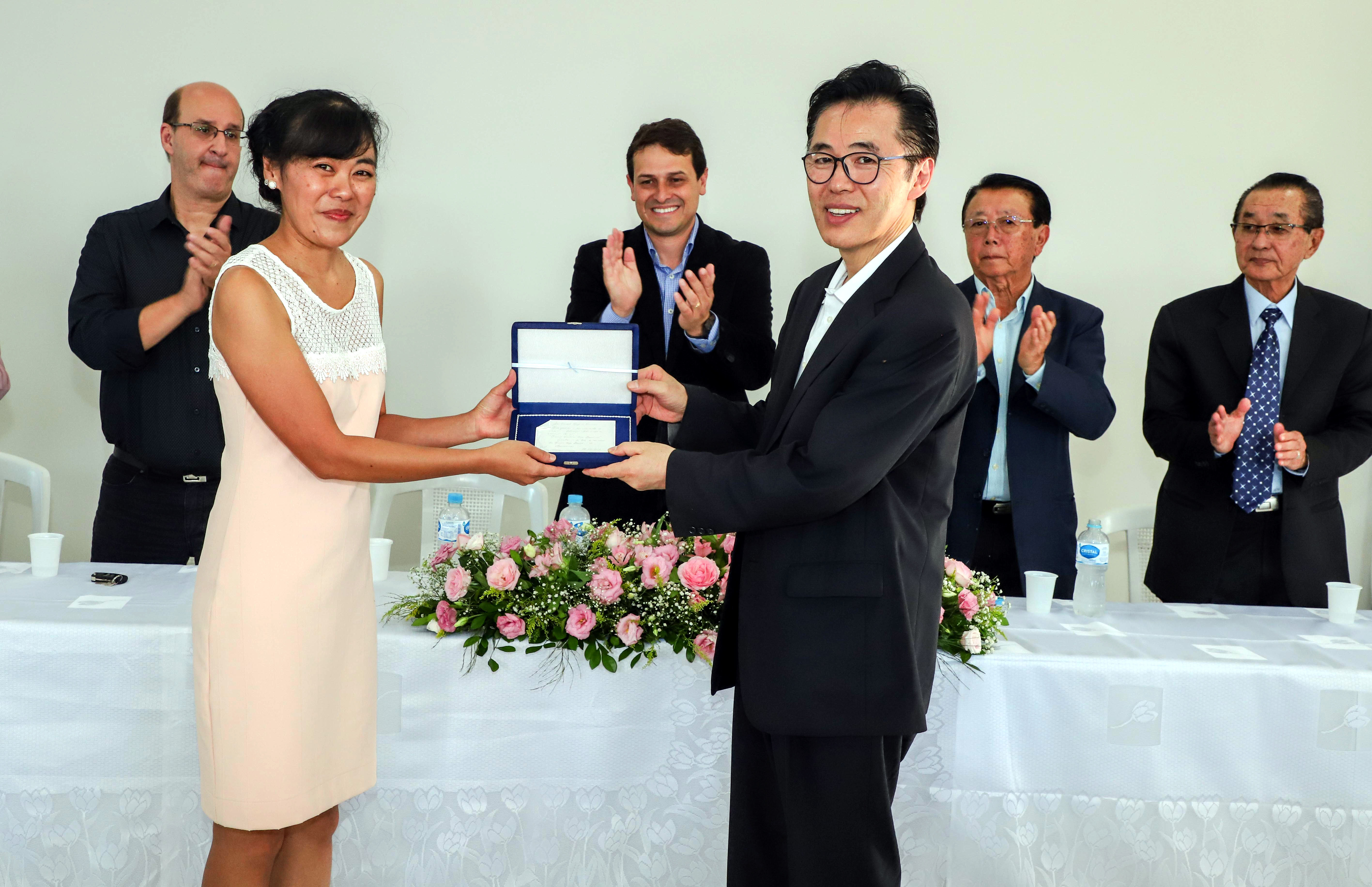
Inauguração de salão multiuso na Escola Nipo-brasileira em Apucarana, no estado do Paraná. A obra foi custeada pelo governo japonês.

Segundo o jornal Gazeta do Povo, "o senso comum é a de que descendentes de japoneses são estudiosos, disciplinados, vão bem na escola, passam no vestibular com mais facilidade e, em boa parte dos casos, têm grandes afinidades com as carreiras de exatas". De acordo com uma pesquisa feita pela USP e da UNESP, os nipo-brasileiros, que são 1,2% da população da cidade de São Paulo, representam 4% nos inscritos no vestibular e cerca de 15% nos aprovados. Nas carreiras mais concorridas, como Medicina e Engenharia, eles chegam a representar, em média, 15% e 20% dos estudantes matriculados, respectivamente. Segundo dados do IBGE, 28% dos nipo-brasileiros possuem o ensino superior completo, enquanto a média nacional está em aproximadamente 8%. O bom desempenho desses estudantes deve-se ao fato de os japoneses carregarem valores como a disciplina, o respeito à hierarquia, o esforço e a dedicação, além do sentimento de que a melhor maneira de ascender economicamente é por meio da educação.
As escolas também tiveram um papel ativo na história da comunidade japonesa no Brasil, pois, enquanto comunidades ocidentais, como alemães e poloneses, tinham a igreja como principal núcleo sociabilizante, os japoneses tinham a escola fazendo esse papel. Além disso, a escola realizava seu papel de reprodutor da cultura de seus ancestrais e mantinham a mentalidade nacionalista, pois os primeiros imigrantes tinham planos de retornar ao Japão. O governo japonês também enviava fiscais para observar a situação das colônias, além de aconselhar as comunidades em seus afazeres e ensino nas escolas. A escola era uma das principais instituições em uma comunidade japonesa agrícola pioneira. O nissei devia receber educação japonesa, para ser um japonês. A escola, portanto, cumpria o papel de formar o nissei segundo os preceitos da educação japonesa, informá-los sobre o Japão e transmitir disciplina. Segundo dados da Secretaria de Agricultura do Estado de São Paulo, em relação aos imigrantes que desembarcaram no porto de Santos entre 1908 e 1932, maiores de 12 anos, a taxa de pessoas alfabetizadas era de 89,9% entre os japoneses; 71,36% entre italianos e 51,7% entre os portugueses.
A primeira escola japonesa no Brasil foi fundada pelo professor Shinzo Miyazaki, em sua residência, no ano de 1914, e no ano seguinte foi oficialmente reconhecida. A escola se chamava "Taisho Shogakko". Inicialmente, as escolas japonesas ensinavam as matérias relacionadas ao Japão, porque os isseis queriam ensinar o idioma natal aos filhos, para quando voltassem ao Japão, pois, na época, eles ainda tinham a esperança de empreender a viagem de volta à terra natal. Posteriormente, as escolas fundadas por nipo-brasileiros passaram a incorporar currículos acadêmicos brasileiros.
Desde 1924, com a maior intervenção do governo japonês sobre a imigração, o consulado japonês passou a criar entidades de apoio, como escolas e hospitais. Em 1938, havia, em São Paulo, 294 escolas japonesas. A título de comparação, havia 20 escolas alemãs e 8 italianas. Após a Segunda Guerra, os japoneses passaram a ocupar um número crescente de vagas na Universidade de São Paulo. Em 1960, o número era de 10% de alunos de origem japonesa. O ingresso de descendentes de japoneses nas universidades públicas se intensifica na década de 1970. Segundo dados do Datafolha de 1995, 53% dos nipo-brasileiros em idade adulta, ou seja, em idade de terminar uma faculdade, possuíam educação universitária, enquanto no restante da população brasileira apenas 9% possuía educação universitária.
Os imigrantes também foram os responsáveis pela inserção do soroban no Brasil, que é um instrumento de cálculo matemático, que facilita a compreensão dos sistemas de numeração, auxiliando na educação matemática, pois ajuda na melhoria e do desenvolvimento da concentração, coordenação motora e destreza, e na agilidade de cálculos mentais e desenvolvimento do raciocínio lógico. O primeiro divulgador de soroban no Brasil foi o professor Fukutaro Kato, que, em 1958, publicou o primeiro livro do gênero no Brasil, intitulado "O Soroban pelo Método Moderno". O soroban foi regulamentado pelo Ministério da Educação em 2002, como instrumento facilitador no processo de inclusão de alunos portadores de deficiência visual nas escolas.
Outro legado dos nikkeys no Brasil foi a introdução do método Kumon, com a abertura da primeira unidade de ensino do método Kumon na América do Sul, em Londrina, em 1977, após a visita ao Japão de um brasileiro, descendente de japoneses, que se impressionou ao conhecer uma unidade do Kumon. Em contato com o instituto japonês, obteve autorização para trazer o método para o país. No Brasil, o método Kumon possui cerca de 100 mil estudantes e constitui uma das principais marcas do Japão na educação brasileira.
Segundo estudo de 2016 do IPEA, descendentes de japoneses eram o grupo com maior média de escolaridade no Brasil. O estudo encontrou que brasileiros com sobrenome japonês tinham uma média de 13,6 anos de estudos. Em segundo lugar, brasileiros com sobrenome italiano, com média de 12,4 anos de estudo e, em último, brasileiros classificados como "negros", com média de 10 anos de estudo. Quanto aos salários, novamente brasileiros com sobrenome japonês recebiam os melhores salários, com média de R$ 73,40 por hora, bem a frente do segundo lugar, os indivíduos com sobrenome italiano, com média de R$ 51,80 por hora. Os que recebiam menos eram os indígenas, com média de R$ 26,10 por hora.
Um estudo de 2017 concluiu que estudantes com sobrenome japonês, da rede pública, estavam 1 ano a frente de estudantes com sobrenome ibérico, no que concerne ao aprendizado de matemática. Segundo o estudo, o melhor desempenho dos alunos descendentes de japoneses é principalmente cultural, pois, ao serem entrevistados, revelaram ter medo de decepcionar os pais, sentirem-se obrigados de ir bem na escola, verem os estudos como caminho para melhorar de vida e terem interesse natural pelos estudos.

### Esportes

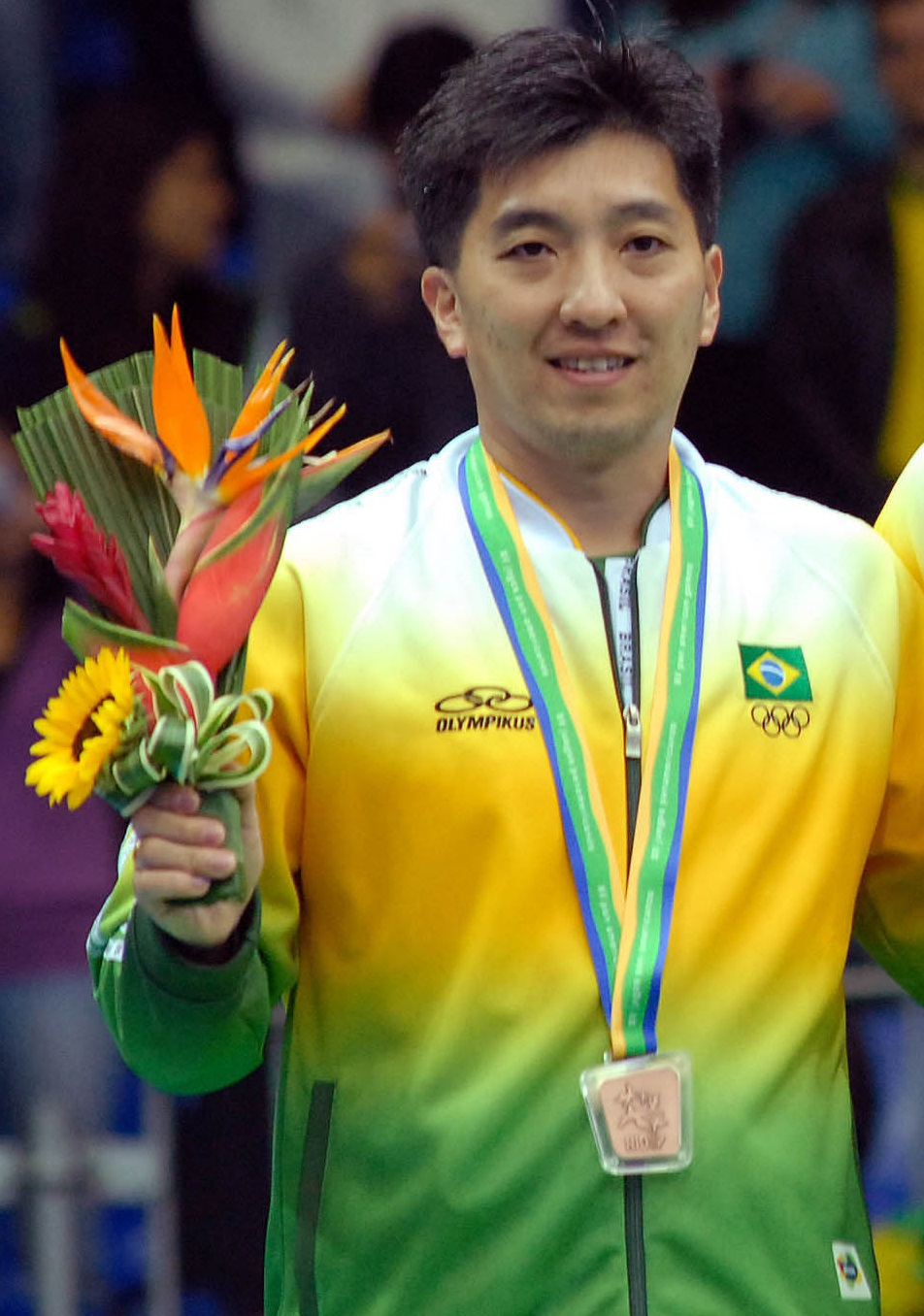
Hugo Hoyama o segundo atleta com o maior número de medalhas em Jogos Pan-Americanos.

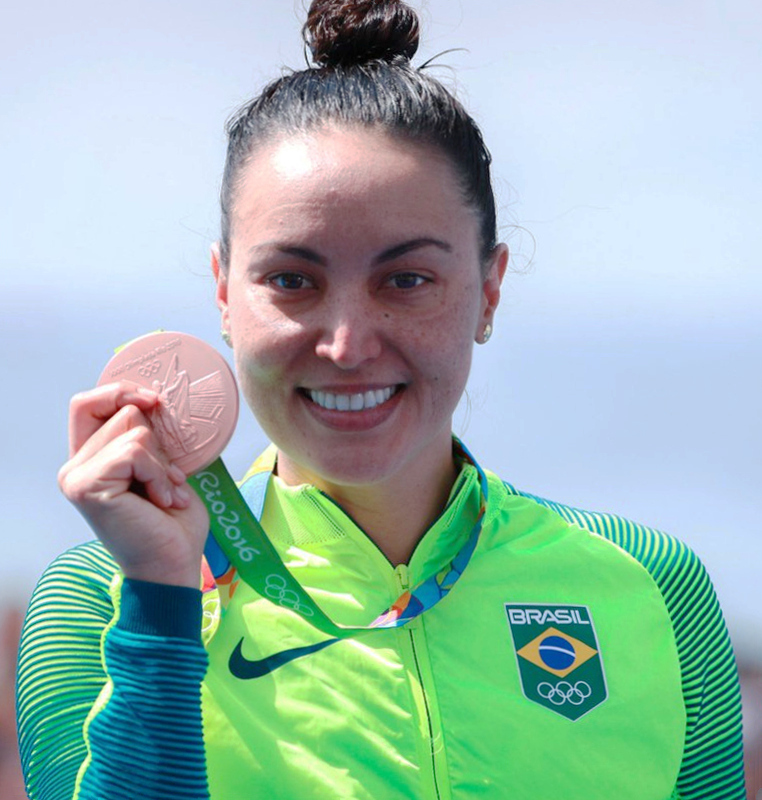
Poliana Okimoto medalhista olímpica, mundial e pan-americana.

Os nipo-brasileiros foram os responsáveis pela introdução e disseminação de esportes, tais como: aikidô, caratê, gateball, jiu-jitsu, kendo, golfe urbano, softbol, sumô. Apesar de o beisebol já ser praticado antes da chegada dos imigrantes japoneses foi através desses imigrantes que se deve o desenvolvimento do beisebol no Brasil. Destaca-se também a presença de nipo-brasileiros no judô, que renderam ao Brasil três medalhas olímpicas de bronze, sendo que a primeira foi conquistada por Chiaki Ishii nos Jogos Olímpicos de Verão de 1972, a segunda por Luiz Onmura nos Jogos Olímpicos de Verão de 1984 e a terceira por Felipe Kitadai nos Jogos Olímpicos de Verão de 2012. No judô sempre houve ao menos um medalhista nipo-brasileiro em todas as edições dos Jogos Pan-Americanos em que houve a participação do judô brasileiro. O judô não ficou restrito apenas aos nipo-brasileiros, contando com inúmeros lutadores sem descendência japonesa de destaque e após os Jogos Olímpicos de Verão de 2012 o judô se tornou o esporte que mais rendeu medalhas ao Brasil.
No tênis de mesa houve a contribuição dos nikkeis, sendo que a prática desse esporte nas colônias foi um dos fatores para o surgimento de muitos mesa-tenistas no Brasil. Um fator para o desenvolvimento do tênis de mesa brasileiro foi o intercâmbio com outros países. E o primeiro país com o qual o Brasil estabeleceu relações foi o Japão, uma das forças do esporte desde a década de 1950. Sendo que o nikkei Ricardo Inokuchi foi o primeiro jogador brasileiro a fazer estágio no Japão, sendo que isso foi possível graças aos contatos que os jogadores brasileiros tinham com japoneses que tinham ligações com o esporte no Japão. Ricardo Inokuchi tornou-se uma referência para uma nova geração de jogadores, como Cláudio Kano e Hugo Hoyama, sendo que esse dois nikkeis se encontram entre o dez maiores medalhistas brasileiros em Jogos Pan-Americanos.
Tetsuo Okamoto conquistou a primeira medalha olímpica para a natação brasileira nos Jogos de Helsinque, em 1952, uma medalha de bronze nos 1500 metros livres, Okamoto também quebrou recordes brasileiros e sul-americanos, além de conquista duas medalhas de ouro e uma de prata nos Jogos Pan-Americanos de 1951. Okamoto foi inspirado a treinar mais após a passagem, no Brasil, do grupo de nadadores japoneses conhecidos como "Peixes Voadores", que contou com a presença do recordista mundial Hironoshin Furuhashi, a passagem desse grupo ajudou a difundir melhor a natação no Brasil. Outros nikkeis de destaque na natação brasileira são: Poliana Okimoto, Rogério Aoki Romero, Lucas Vinicius Yoko Salatta, Diogo Yabe, Tatiane Sakemi, Mariana Katsuno, Raquel Takaya, Cristiane Oda Nakama, Celina Endo, entre outros.
No xadrez também há uma significativa participação nipo-brasileira, sendo que o primeiro campeão brasileiro de xadrez absoluto de origem japonesa foi Roberto Tadashi Watanabe, em 1990. No ano seguinte sagrou-se campeão Everaldo Matsuura, sendo que em 2001 e 2003 Matsuura também foi vice-campeão brasileiro de xadrez, além de representar o Brasil em Olimpíadas de Xadrez. Outro nikkei que se tornou campeão brasileiro de xadrez na categoria absoluto foi Alexandr Hilário Takeda Sakai dos Santos Fier, em 2005. Fier já foi vice-campeão brasileiro em 2011 e representou o Brasil em Olimpíadas de Xadrez. No xadrez feminino destaca-se Juliana Sayumi Terao, campeã brasileira de xadrez na categoria absoluto feminino em 2012, e vice-campeã em 2009, 2013 e 2014. Juliana também representou o Brasil em Olimpíadas de Xadrez. Outro representante da colônia japonesa no Brasil é Edson Kenji Tsuboi, considerado um dos enxadristas mais respeitados e que já representou o Brasil nas Olimpíadas de Xadrez três vezes.
A participação dos nikkeis no futebol é marcada por inovações e participações em grandes times, além de convocações na seleção brasileira e japonesa, um exemplo de nikkei no futebol brasileiro é o de Sérgio Echigo, que atuou no Sport Club Corinthians Paulista, e é considerado o inventor do drible chamado de "elástico", que mais tarde foi aperfeiçoado e popularizado por Roberto Rivellino. Outro pioneiro nipo-brasileiro no futebol foi Alexandre Carvalho Kaneko, mais conhecido como Kaneko, o segundo jogador profissional descendente de japoneses a atuar no futebol brasileiro, atuou no Santos Futebol Clube, na época de grandes jogadores como Pelé, considerado o "pai" do drible denominado "lambreta", também conhecido como "carretilha". Ademir Ueta atuou na Sociedade Esportiva Palmeiras, Ueta conhecido como China, conquistou o título do Brasileiro de Seleções Estaduais por São Paulo, o Torneio Pré-Olímpico Sul-Americano Sub-23, ambos os títulos alcançados em 1968, pelo Palmeiras participou Copa Libertadores da América, além de ser convocado para participar nos Jogos Olímpicos de Verão de 1968 e atuou em times de Portugal e da Venezuela. Também há a participação de jogadores nikkeis nascidos no Brasil, mas que foram convocados para a Seleção Japonesa de Futebol tais como George Kobayashi, George Yonashiro, Marcus Túlio Tanaka e Nelson Yoshimura.

### Idiomas
| Conhecimento do idioma japonês dos indivíduos oriundos do Brasil que vivem no Japão. | Conhecimento do idioma japonês dos indivíduos oriundos do Brasil que vivem no Japão. | Conhecimento do idioma japonês dos indivíduos oriundos do Brasil que vivem no Japão. | Conhecimento do idioma japonês dos indivíduos oriundos do Brasil que vivem no Japão. | Conhecimento do idioma japonês dos indivíduos oriundos do Brasil que vivem no Japão. | Conhecimento do idioma japonês dos indivíduos oriundos do Brasil que vivem no Japão. |
| Geração                                                                              | Grau de conhecimento de japonês                                                      | Grau de conhecimento de japonês                                                      | Grau de conhecimento de japonês                                                      | Grau de conhecimento de japonês                                                      | Grau de conhecimento de japonês                                                      |
| Geração                                                                              | Nenhum                                                                               | Pouco                                                                                | Regular                                                                              | Alto                                                                                 | Muito alto                                                                           |
| ------------------------------------------------------------------------------------ | ------------------------------------------------------------------------------------ | ------------------------------------------------------------------------------------ | ------------------------------------------------------------------------------------ | ------------------------------------------------------------------------------------ | ------------------------------------------------------------------------------------ |
| Japoneses natos                                                                      | 0%                                                                                   | 0%                                                                                   | 0%                                                                                   | 82%                                                                                  | 18%                                                                                  |
| Filhos                                                                               | 11%                                                                                  | 19%                                                                                  | 29%                                                                                  | 21%                                                                                  | 20%                                                                                  |
| Netos                                                                                | 21%                                                                                  | 29%                                                                                  | 23%                                                                                  | 15%                                                                                  | 12%                                                                                  |
| Bisnetos e posteriores                                                               | 72%                                                                                  | 0%                                                                                   | 0%                                                                                   | 0%                                                                                   | 28%                                                                                  |

Os primeiros nipo-brasileiros, chamados de isseis, que são os imigrantes vindos diretamente do Japão, tinham esperança de voltar para sua terra natal após alguns anos trabalhando no Brasil. Em consequência, a maior parte dos imigrantes educou os filhos dentro de casa, onde só se conversava usando a língua japonesa e, após estudar na escola brasileira, as crianças frequentavam os "nihongakus", escolas onde aprendiam a ler e a escrever em japonês.
A língua japonesa é ainda um elemento importante para a identidade cultural dos descendentes de japoneses na cidade de São Paulo. Segundo pesquisa do Datafolha publicada em 2008, 82% dos descendentes de japoneses entrevistados disseram entender "mesmo que um pouco" o idioma japonês. Quase a metade (46%) dos japoneses ou descendentes afirmaram ler em japonês e 43% declararam saber escrever nesse idioma.
De acordo com uma pesquisa com japoneses e descendentes oriundos do Brasil que vivem no Japão, o grau de conhecimento do idioma japonês varia enormemente de geração para geração. Como era de se esperar, os indivíduos nascidos no Japão apresentam alto ou muito alto grau de conhecimento do japonês. Já entre os filhos de japoneses, o maior grupo tem apenas um conhecimento regular do idioma (29%), sendo que 11% não têm nenhum conhecimento e 20% têm um conhecimento muito alto. Entre os netos, o maior grupo tem pouco conhecimento (29%) e a percentagem dos que não têm nenhum eleva-se para 21% e dos que têm muito alto decresce para 12%. Por outro lado, os bisnetos de japoneses ou gerações posteriores apresentam uma intensa polarização: 72% não têm nenhum conhecimento do idioma japonês e 28% o têm muito alto.
Outra pesquisa realizada nas comunidades japonesas de Aliança, em Mirandópolis e de Fukuhaku-mura, em Suzano, ambas no interior de São Paulo, mostrou que o uso da língua japonesa está se perdendo com o passar das gerações. A primeira geração nascida no Brasil, os nisseis, declararam alternar entre o uso de português e japonês. Quanto ao uso de japonês em casa, 64,3% dos informantes nissei de Aliança e 41,5% dos de Fukuhaku disseram que falavam japonês na infância. Em comparação, apenas 14,3% da terceira geração, os sansei, informaram ter falado japonês em casa quando eles eram crianças. Isso reflete que a segunda geração foi principalmente educada por seus pais japoneses utilizando o idioma japonês. Por outro lado, a terceira geração não teve muito contato com a língua dos avós e a maioria dela fala somente o português.
O japonês falado no Brasil é diferente daquele usado no Japão. No Brasil, o idioma preservou alguns léxicos que desapareceram no Japão, sobretudo devido à influência da língua inglesa. Por exemplo, no japonês do Brasil, usa-se o termo arcaico "benjoo" para designar "banheiro". Contudo, no Japão essa palavra foi substituída por "otearai", que vem do inglês "toilet". Ademais, o japonês falado no Brasil é uma mistura de diversos dialetos japoneses, sobretudo do oeste do Japão, pois a maioria dos imigrantes eram provenientes dessa área. Somado a isso, a língua dos imigrantes foi bastante influenciada pelo idioma português. Em decorrência, o japonês usado no Brasil é denominado de koronia-go, ou seja, "língua da colônia", e é comumente caracterizada pelos japoneses como "um japonês antigo misturado com português".
Na comunidade nipo-brasileira, o uso da língua japonesa não se limita apenas ao meio de comunicação oral, mas também na forma escrita em publicações, como jornais, que foram interrompidas, juntamente com a proibição de falar japonês em público, no período da Segunda Guerra. Além disso, desde o início da imigração, diferentes manifestações literárias têm sido desenvolvidas na comunidade sob a forma de contos, romances e poemas.
Após a Segunda Guerra, a língua japonesa volta a ser ensinada na perspectiva de língua de herança, pois os descendentes passaram a dar continuidade aos estudos na escola brasileira, com a presença nikkei nos níveis mais altos do cenário educacional, favorecendo o bilinguismo entre as novas gerações de então. Antes da proibição do ensino de línguas estrangeiras no Brasil, os professores recebiam orientação direta de representantes do governo japonês, no pós-guerra, houve a elaboração de livros didáticos no Brasil e surgem, também, entidades, como a Federação das Escolas de Ensino Japonês no Brasil, a Sociedade Brasileira de Cultura Japonesa e a Aliança Cultural Brasil-Japão. Mais tarde, em 1985, as três entidades se uniram para formar o atual Centro Brasileiro de Língua japonesa, com sede em São Paulo.
O idioma japonês falado no Brasil é uma mistura de diversos dialetos com vários vocábulos emprestados da língua portuguesa, além de outros que os japoneses modernos consideram arcaicos ou típicos de linguagem de camponês. Com o retorno dos emigrantes brasileiros do Japão, é provável que o número de falantes do idioma japonês cresça no Brasil.
Os dados mostram que, entre os imigrantes no Brasil, italianos e espanhóis foram aqueles que mais rapidamente adotaram o português como língua, e japoneses e alemães foram aqueles que mais resistiram. A assimilação linguística, então, variava consideravelmente de um grupo ou nacionalidade para outro, pesando a questão da identidade e da similaridade de idiomas. Ademais, tinha influência a força do ambiente (nas regiões onde os imigrantes ficaram reunidos em grupos isolados, a língua materna pode sobreviver por gerações, enquanto nas regiões onde houve maior fusão entre os imigrantes e os brasileiros, a língua-mãe foi rapidamente suplantada pelo português).
| Japoneses  | 84,71% |
| Alemães    | 57,72% |
| Russos     | 52,78% |
| Poloneses  | 47,75% |
| Austríacos | 42,18% |
| Espanhóis  | 20,57% |
| Italianos  | 16,19% |

O Brasil se tornou também um reduto para a preservação da língua e cultura de Okinawa. Levando-se em conta que a língua okinawana foi suprimida por muitos anos no Japão e com a constante utilização do do japonês no cotidiano o okinawano entrou em declínio, mas a comunidade de imigrantes provenientes de Okinawa mantiveram essa língua e costumes no Brasil. Atualmente a língua é considerada um patrimônio cultural ameaçado de acordo com a Unesco. Muitos estudantes de okinawano saem do Japão para o Brasil para estudar o idioma. Houve uma retomada na disseminação na cultura okinawana no Japão e o fato do idioma ter sido preservado no Brasil ajuda pesquisadores e estudiosos nesse processo.

### Miscigenação
| Distribuição dos Nipo-brasileiros em Gerações (dados de 1987) | Distribuição dos Nipo-brasileiros em Gerações (dados de 1987) | Distribuição dos Nipo-brasileiros em Gerações (dados de 1987) | Distribuição dos Nipo-brasileiros em Gerações (dados de 1987) | Distribuição dos Nipo-brasileiros em Gerações (dados de 1987) |
| Geração                                                       | Denominação                                                   | Denominação                                                   | Proporção (%)                                                 | Mestiços (%)                                                  |
| Geração                                                       | Japonês                                                       | Português                                                     | Proporção (%)                                                 | Mestiços (%)                                                  |
| ------------------------------------------------------------- | ------------------------------------------------------------- | ------------------------------------------------------------- | ------------------------------------------------------------- | ------------------------------------------------------------- |
| 1a                                                            | Isseis                                                        | Imigrantes                                                    | 12,51%                                                        | 0%                                                            |
| 2a                                                            | Nisseis                                                       | Filhos                                                        | 30,85%                                                        | 6%                                                            |
| 3a                                                            | Sanseis                                                       | Netos                                                         | 41,33%                                                        | 42%                                                           |
| 4a                                                            | Yonseis                                                       | Bisnetos                                                      | 12,95%                                                        | 61%                                                           |

Em relação aos grupos de imigrantes europeus, a miscigenação dos nipo-brasileiros levou tempo maior para acontecer. O casamento com pessoas de origem não japonesa (gaikokujin) não era aceito pela maioria dos imigrantes japoneses (issei), devido às grandes diferenças étnico-culturais: idioma, religião, costumes, tradições e preconceitos dos japoneses contra brasileiros e vice-versa. Outra razão era que eles não queriam criar laços definitivos no Brasil, esperando assim retornar para o Japão. Inicialmente, o casamento entre japoneses e não descendentes era mais raro, apesar de acontecer esporadicamente.
Durante muito tempo, os casamentos entre os imigrantes aconteciam por meio de um costume japonês chamado miai, um casamento arranjado, no qual havia um intermediador entre famílias japonesas. No Brasil, aconteceu algo que não era muito comum no Japão, que era o casamento entre pessoas de províncias japonesas distantes. Uma exceção era com pessoas de Okinawa, pois por séculos havia um certo preconceito entre os okinawanos e japoneses devido às diferenças culturais.
Necessitava-se mostrar que os japoneses também podiam se integrar com o restante da população brasileira e alguns dos que eram a favor da imigração japonesa necessitaram mostrar que os japoneses podiam ter filhos com os brasileiros e gerar filhos tão "brancos" quanto os dos europeus. Na década de 30, organizações culturais financiaram publicações com fotos de homens japoneses casados com mulheres brasileiras e de seus filhos "brancos". A estratégia deu resultados e chegou a receber o apoio de membros da elite brasileira. Em 1932, por exemplo, Bruno Lobo, professor de medicina no Rio de Janeiro, publicou um livro intitulado "De Japonês a Brasileiro", com fotos de famílias de japoneses com brasileiras, com o intuito de comprovar que a união entre os brasileiros e japoneses geraria crianças ditas brancas. Três anos mais tarde, em 1935, um dos defensores da imigração japonesa na Câmara dos Deputados em São Paulo chegou a afirmar que os colonos japoneses eram "até mais brancos que os portugueses".
Depois da guerra, aconteceu entre os integrantes da colônia a prática de combinar casamentos com pessoas do Brasil e do Japão, onde eram enviadas fotografias ao Japão, na esperança de encontrar uma pessoa que aceitasse viajar para o Brasil. No final da década de 60, muitas moças viajaram para o Brasil com a intenção de se casar, mesmo sem conhecer seus pretendentes pessoalmente. Inclusive foram enviadas ao Japão, pessoas que tinham se casado dessa forma para dar seu testemunho através de palestras e buscar jovens que estivessem interessadas em casar e viver no Brasil.
Um censo realizado no final da década de 1950, com cerca de 400 mil integrantes da colônia, revelou que casamentos entre japoneses e não japoneses representavam menos de 2% entre imigrantes e menos de 6% entre os nikkeis. Os imigrantes japoneses raramente se casavam com um não japonês, porém, seus descendentes, a partir das segunda e terceira gerações, começaram cada vez mais a se casar com pessoas de origem não japonesa. Em 1989, para todo o Brasil, o índice de casamento interétnico era de 45,9%. Atualmente, os casamentos entre descendentes e não descendentes superam os 50%.
Segundo pesquisa do Datafolha publicada em 2008, a maioria dos descendentes de japoneses na cidade de São Paulo ainda se relacionavam amorosamente entre si. 66% dos japoneses ou descendentes entrevistados que têm ou tiveram alguma espécie de união estável, têm ou tiveram parceiros pertencentes à comunidade nikkei.
O isolamento étnico dos nipo-brasileiros enfraqueceu a partir da década de 1970. Os descendentes de imigrantes japoneses - cuja maior parte atualmente é a terceira ou quarta geração no Brasil - integraram-se definitivamente à sociedade brasileira. Os bisnetos de japoneses, em sua maioria jovens, estão totalmente integrados no Brasil e 61% são mestiços ou multirracial. Geralmente os vínculos com a cultura japonesa são mínimos: boa parte sabe falar pouco ou nada do idioma japonês, geralmente sabem palavras de uso doméstico. Isso se deve ao fato de que 90% dos yonseis vivem na região urbana, tendem a assimilar mais os costumes brasileiros do que os japoneses.

### Política

Fábio Riodi Yassuda foi o primeiro nikkei a tornar-se ministro no Brasil.

O decreto nº 383 de 18 de abril de 1938 determinou várias proibições aos estrangeiros, inclusive a de que não poderiam participar de atividades políticas. Nos anos 40, os imigrantes japoneses, alemães e italianos foram perseguidos e tratados como agentes do Eixo, após a guerra, houve a tentativa de proibir a imigração japonesa, através de uma emenda constitucional, ao qual não foi aprovada por um voto e a comunidade nipo-brasileira estava dividida por causa dos acontecimentos envolvendo a Shindo Renmei. Perseguida e dividida, a comunidade percebeu que deveria mudar sua imagem tanto para a sociedade brasileira, como dentro da própria colônia e uma das formas escolhidas foi através da política.
Nas eleições que ocorreram em 1947, após o fim do Estado Novo, voltaram a ocorrer as eleições municipais, naquele ano, os nisseis (filhos dos imigrantes) entraram como candidatos, e o advogado Yukishigue Tamura ficou como suplente, mas como houve a cassação de candidatos comunistas, Tamura conseguiu uma vaga como vereador, tornando-se então o primeiro nikkei a se tornar vereador no Estado de S. Paulo. Em 1951, Tamura foi eleito deputado estadual, sendo também o primeiro nikkei a assumir essa função. Em 1955, também foi pioneiro entre os nipo-brasileiro, ao se tornar o deputado federal, cargo que assumiu por quatro vezes. Além de Tamura, houve ainda vários representantes da comunidade japonesa que conseguiram os mais diversos cargos políticos. Em 2010, Jorge Yanai, tornou-se o primeiro nikkei a assumir o cargo de senador, representando o estado do Mato Grosso.

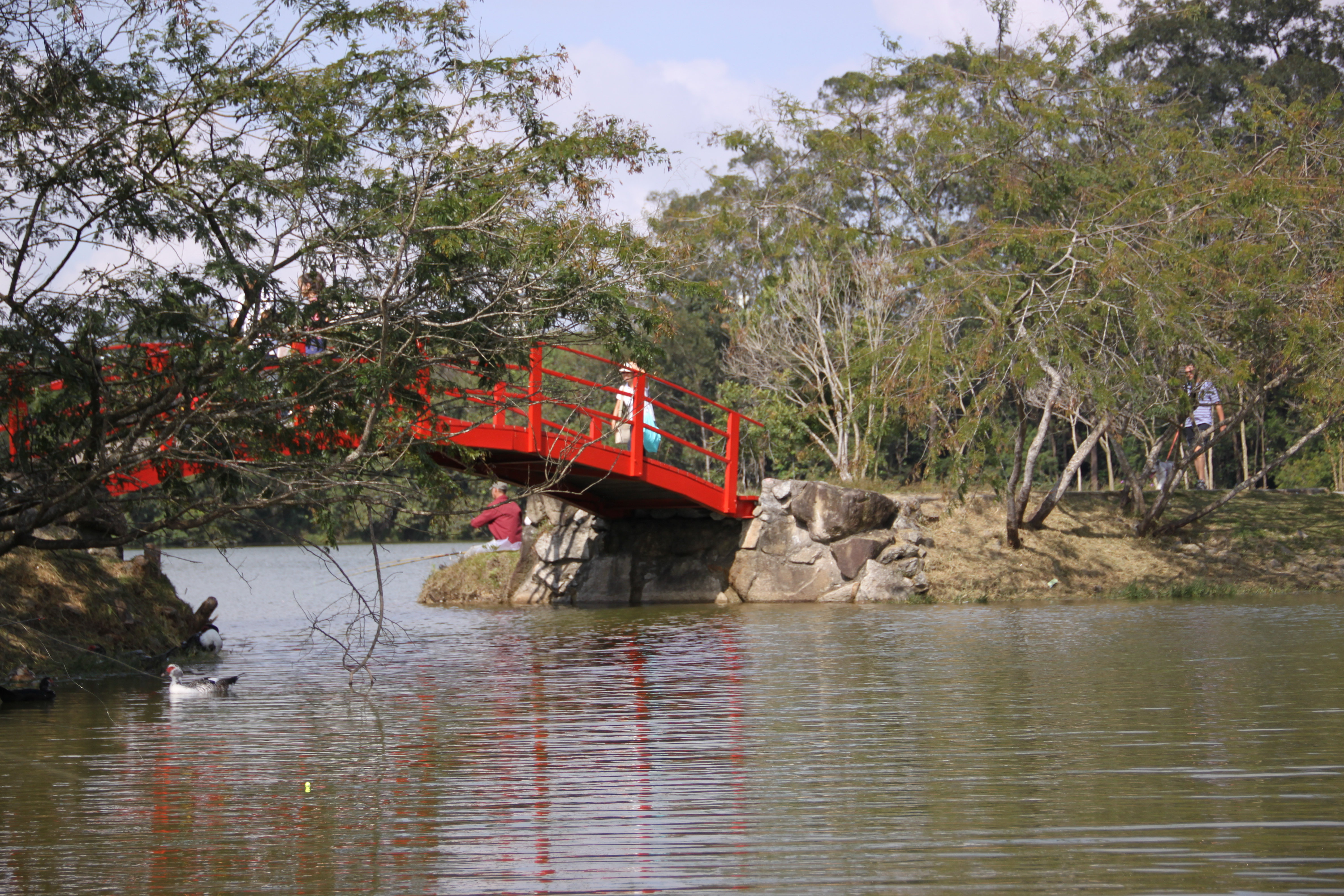
Parque Centenário da Imigração Japonesa em Mogi das Cruzes, SP. Foi inaugurado em 2008 pelo prefeito nissei Junji Abe.

Com a presença dos nikkeis na assembleia legislativa de Assembleia Legislativa de São Paulo, houve um aumento de registros em relação ao intercâmbio Brasil-Japão, sendo que ambos os países passaram a receber delegações de deputados, diplomatas, empresários, governadores, presidentes e outras autoridades, no sentido de dinamizar a relação entre os dois países. Com o auxílio dos políticos nipo-brasileiros, muitos investimento feitos japoneses no Brasil puderam ser realizados, tendo como resultado a criação de empresas, como por exemplo, a Usiminas, ou a implantação de industrias dos mais diversos segmentos no Brasil.
No Poder Executivo a primeira presença de um nikkei foi a de Fábio Riodi Yassuda, em 1969, que foi ministro da Indústria e Comércio no governo Médici. Na década de 70, Shigeaki Ueki tornou-se Ministro de Minas e Energia, durante o Governo Geisel. Muitos descendentes de japoneses se destacaram na medicina brasileira, um deles foi o cirurgião cardiovascular Seigo Tsuzuki que foi Ministro da Saúde no governo de José Sarney. Durante o Governo Lula, assumiu como ministro da Secretaria de Comunicação Social, Luiz Gushiken, além de amigo pessoal do presidente, era capaz de mudar uma decisão de Lula.

### Religião

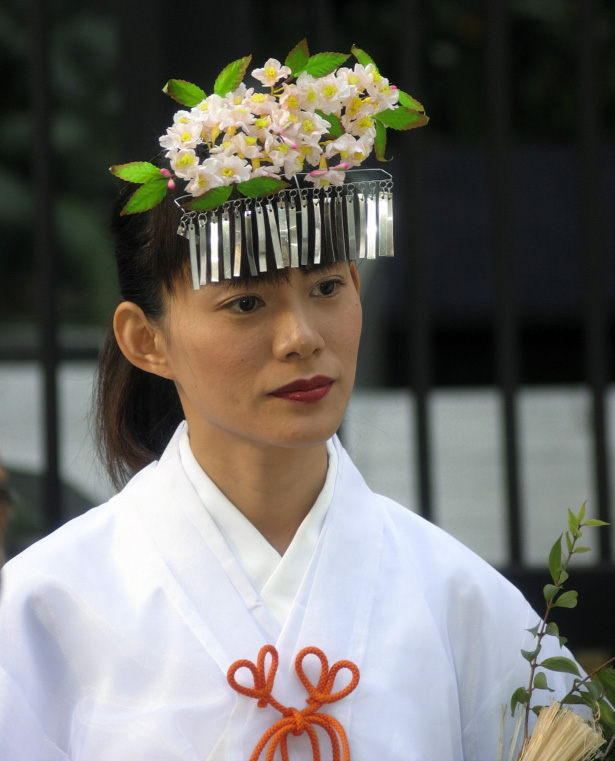
Uma moça nipo-brasileira durante uma celebração xintoísta em Curitiba

Os imigrantes japoneses eram na sua maioria budistas e xintoístas.
Nas colônias japonesas houve a presença de padres brasileiros e japoneses para evangelizar os imigrantes. Em 1923, Mons. Domingos Nakamura (1856-1940), sacerdote da Diocese de Nagasaki imigra ao Brasil aos 58 anos para dar inicio a uma incansável atividade pastoral de 17 anos junto à comunidade japonesa radicada no Brasil; trabalhou nos Estados de São Paulo, Mato Grosso, Paraná e Minas Gerais. Foi o 1o missionário japonês a trabalhar no exterior. Faleceu com fama de santidade em 14 de Março de 1940 e seu processo de Beatificação foi aberto em 2002. Uma parte dos imigrantes eram descendentes dos kakure kirishitan, que eram católicos japoneses que viviam na clandestinidade quando o catolicismo se tornou ilegal no Japão. Segundo Rafael Shoji, do Instituto para Religião e Cultura da Universidade Nanzan, em Nagoia, esse grupo foi muito importante para a “conversão dos japoneses e nikkeis brasileiros ao cristianismo. Eles ofereceram um tipo de catolicismo com o qual os japoneses puderam se identificar”, entre esse grupo de japoneses católicos estava o monsenhor Domingos Nakamura. Para a comunidade nipo-brasileira foi criada a Pastoral Nipo-Brasileira, uma associação cívico-religiosa, sem fins lucrativos, que trabalha na evangelização e catequese dos japoneses e seus descendentes ou outros, radicados no Brasil, além de outras atividades. Em 2011, Bento XVI nomeou Júlio Endi Akamine como bispo-auxiliar da Arquidiocese de São Paulo, Akamine tornou-se o primeiro nipo-brasileiro a alcançar a posição de bispo, dentro da Igreja Católica no Brasil.
O casamento com pessoas católicas também contribuiu para o crescimento dessa religião na comunidade nipo-brasileira. Segundo dados do IBGE do ano 2000, cerca de 63,9% dos descendentes de japoneses no Brasil são católicos, sendo que a adoção do catolicismo representou o abandono das religiões comumente seguidas no Japão, tais como o budismo e xintoísmo, em nome de uma maior integração na sociedade brasileira.
O budismo chegou ao Brasil com os primeiros imigrantes japoneses, numa época que havia um movimento contrário à vinda de religiosos não cristãos e os monges tinham de se vestir como agricultores. O budismo chegou ao Brasil como forma de preservação da cultura japonesa atualmente está passando por uma fase em que o número de seguidores está diminuindo dentro da comunidade nipo-brasileira. De forma geral, segundo dados do IBGE, observa-se uma queda no número de budistas, sendo que em 1991 havia mais de 230 mil adeptos dessa religião e em 2000 o número caiu para um pouco mais de 214 mil seguidores, sendo que segundo dados de 2000, os seguidores não orientais representavam a maioria dos budistas brasileiros, mais de 130 mil e os budistas com ancestralidade oriental representavam mais 81 mil pessoas.

### Saúde

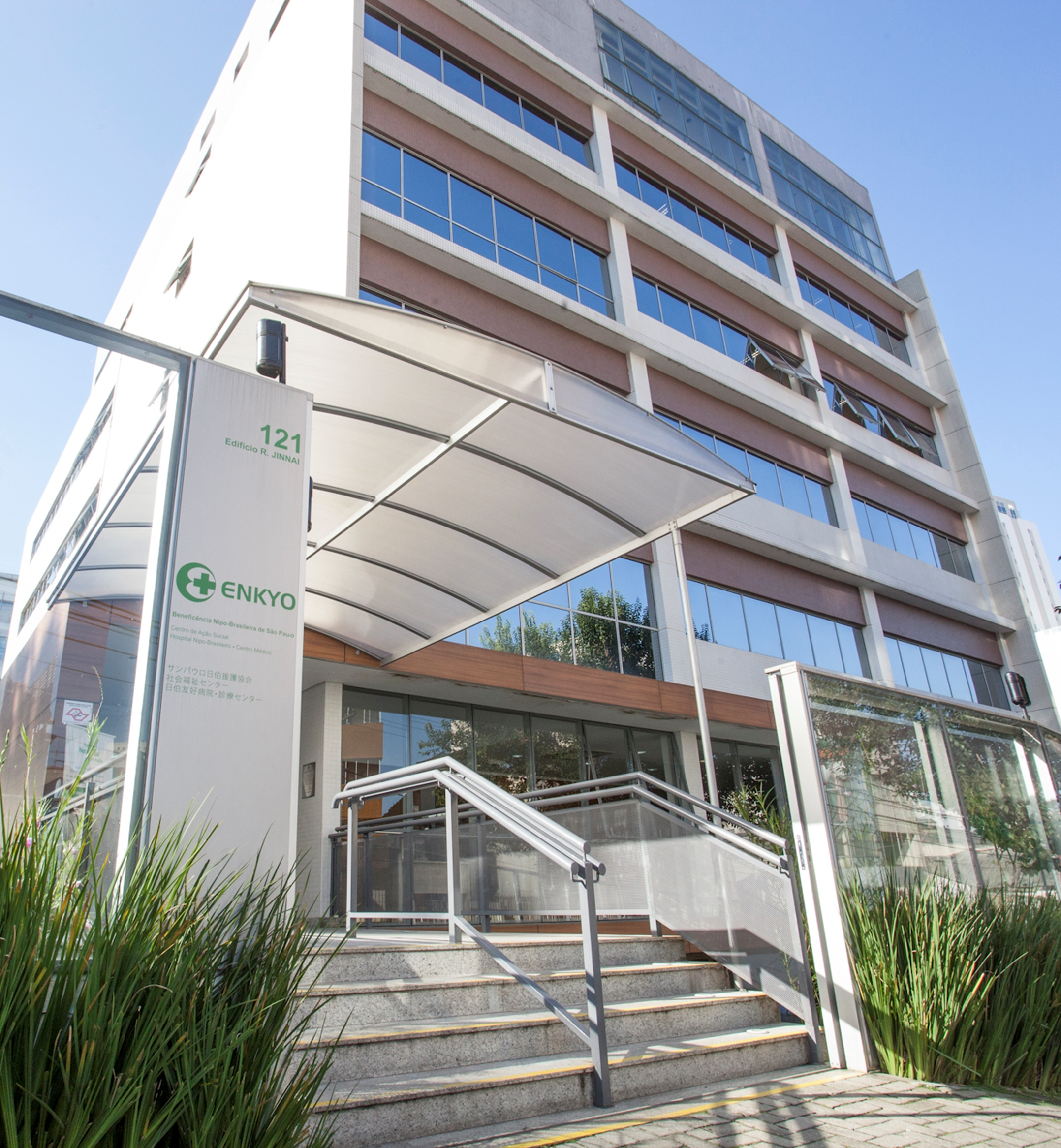
Prédio da Beneficência Nipo-Brasileira de São Paulo

Quando os imigrantes japoneses chegaram ao Brasil, o atendimento médico era precário, e os imigrantes enfrentaram dificuldades com a comunicação, não se adaptaram às condições locais e consequentemente contraíram doenças. Essa situação fez com que os imigrantes se organizassem para melhorar a situação e também houve a ajuda dada pelo governo japonês para tentar sanar a situação. Um exemplo dessa mobilização foi a criação do Hospital Santa Cruz, em São Paulo, inaugurado em 1939, com cinco andares e um subsolo, com quase 10 mil metros quadrados de área construída.
Também nos primeiros tempos da imigração foi importante a criação do Dōjinkai, entidade responsável pela saúde e pelo bem-estar dos imigrantes japoneses no Brasil. O governo japonês enviava médicos ao Brasil para atender os imigrantes, mas esses médicos não eram suficientes para atender toda a população. Além do problema de que naquela época a população brasileira de forma geral tinha um atendimento precário, no caso dos japoneses esse problema era agravado pela não compreensão da língua portuguesa.
Em 1959, foi fundada a Associação de Assistência aos Imigrantes Japoneses, que mudou o nome para Beneficência Nipo-Brasileira de São Paulo, em 1972, que tem como objetivo oferecer assistência social, moral e material aos imigrantes que, de alguma forma, apresentam vulnerabilidade e risco social. Na comunidade nikkei, é conhecida como Enkyo. A instituição é mantenedora do Hospital Nipo-Brasileiro, que foi fundado em 1988, em comemoração aos 80 anos da imigração japonesa, que na inauguração contou com a presença do príncipe Aya-no-miya e do então presidente da República, José Sarney. O hospital teve seu custo dividido com recursos enviados pelo governo japonês e com recursos arrecadados no Brasil, por meio de contribuições de membros da comunidade japonesa, doações de pessoas jurídicas e recursos da Enkyo.
Além do Hospital Nipo-Brasileiro, a Beneficência Nipo-Brasileira de São Paulo é mantenedora de outras instituições de apoio a população em geral, como o Hospital de São Miguel Arcanjo, localizado na cidade de São Miguel Arcanjo, fundado em 2013, se configurado então no único hospital da cidade. Outros exemplos são a Clínica Ortopédica e de Reabilitação Guarulhos, localizada em Guarulhos, o Centro Médico Liberdade, em São Paulo capital, a Assistência Médica Móvel, que tem por finalidade levar assistência médica, realizando consultas e exames a pessoas da Região Metropolitana de São Paulo e cidades do interior paulista, além de conscientizar e orientar o público atendido sobre doenças crônicas, saúde e nutrição. A Beneficência também mantém um projeto para crianças autistas denominada Projeto de Integração Pró-Autista, um centro de tratamento de pessoas com transtornos mentais, Yassuragui Home, em Guarulhos, e também mantém varias casas de repouso em diversas localidades do Estado de São Paulo.
A Beneficência Nipo-Brasileira da Amazônia é uma instituição, criada em 1965, que é mantenedora do Hospital Amazônia, localizado em Belém, do Hospital Amazônia de Quatro-Bocas em Tomé-Açu e do Centro de Reabilitação Social, em Ananindeua, que é uma casa de repouso que atende mais de uma centena de idosos.
Atualmente, no Brasil existem aproximadamente 14 mil descendentes de japoneses atuam como médicos, sendo que vários médicos descendentes de japoneses se destacaram na medicina brasileira, como por exemplo o cirurgião cardiovascular Seigo Tsuzuki que foi Ministro da Saúde no governo de José Sarney. Também houve a contribuição do médico inventor Kentaro Takaoka, que inventou o respirador Takaoka, em 1955, antes disso os respiradores artificiais eram grandes e de difícil uso. Em 2005, Takaoka recebeu do presidente Luiz Inácio Lula da Silva o troféu Finep Inventor Inovador.
Há também o caso dos médicos psiquiatras nikkeis que se tornaram proeminentes na área ao qual atuam no Brasil, como por exemplo Içami Tiba, que também atou como escritor com vários livros publicados, Tiba foi palestrante com milhares de palestras proferidas em vários países, dezenas de milhares de atendimentos psicoterápicos, também participou com frequência de vários programas na televisão e no rádio, como participante ou em quadros e também como apresentador de programas. Outro reconhecido psiquiatra é Roberto Shinyashiki, que escreveu vários livros que se tornaram best-sellers, onde aborda os temas de carreira, felicidade e sucesso. Além disso Shinyashiki profere palestras tanto no Brasil como no exterior é consultor organizacional e já ministrou cursos de especialização nos EUA, na Europa e Japão.